# Pandémie de Covid-19 en Israël
La pandémie de Covid-19 en Israël se répand à partir du 21 février 2020, malgré les mesures de confinement et de refus d'admission en Israël prises aussitôt par le gouvernement israélien.
La gravité de cette pandémie incite des hommes politiques israéliens à rechercher un gouvernement d'union alors que la crise gouvernementale qui a commencé avec le scrutin législatif d'avril 2019 se prolonge après les troisièmes élections législatives le 2 mars 2020. D'importantes mesures permettent de freiner l’expansion de la pandémie. Toutefois, la crise socio-économique qu’elles provoquent et le mécontentement populaire envers le Premier Ministre entraînent leur relachement.
Le nombre de nouveaux cas quotidiens augmente de nouveau fortement à partir de la fin du mois de mai 2020, quelques semaines après la fin du confinement. Un climat de luttes politiques empêche de le contenir, car toute mesure de restriction est immédiatement combattue par des représentants du peuple soucieux de reprise économique et sceptiques de la réalité des chiffres. La mortalité augmente à nouveau, ainsi que la pression sur le système de santé, à partir d'octobre. Un nouveau confinement de trois semaines est voté et prend effet à la veille du nouvel an juif (18 septembre 2020) dans un climat généralisé de défiance à l’encontre des autorités. L'avant-veille de ce nouveau confinement, le chef de l'État Reuven Rivlin présente ses excuses auprès des Israéliens pour l’incapacité du gouvernement à contenir la pandémie de coronavirus. Le nombre de nouveaux cas quotidiens recommence à baisser à la suite des mesures de confinement avant de remonter en novembre à la suite de l'allègement du confinement. 4 000 nouveaux cas sont diagnostiqués les 24 décembre et un troisième confinement est ordonné à partir du 27 décembre. On compte le 31 décembre 3 318 morts pour une population totale d'un peu plus de 9 millions d'habitants.
Les premières doses de vaccin Pfizer arrivent en Israël le 9 décembre et la campagne de vaccination commence sur un rythme très rapide le 20 décembre 2020 et un million de personnes ont déjà reçu la première dose le 1er janvier 2021. La létalité de la maladie ne baisse cependant pas immédiatement et le nombre de morts le 10 janvier se monte à 5 257. À la mi-février, les effets de la vaccination massive commencent à apparaître sur les indicateurs. Les nombres de nouveaux cas et de décès quotidiens baissent significativement. Le nombre total de morts au 19 février est de 5 526 et de 6 114 le 22 mars.
Le 7 mars 2021, quand plus de la moitié des 9,3 millions d’Israéliens ont reçu une première dose du vaccin et que les chiffres montrent une chute significative des décès et des nouveaux cas, terrasses de restaurant et écoles rouvrent et les bars et les restaurants en salle sont accessibles au détenteurs du « passeport vert », c'est-à-dire aux personnes ayant reçu les deux doses de vaccins. Le succès de la campagne de vaccination permet au pays de « revivre », avant d'entrer dans une quatrième vague qui porte le nombre de décès dus à la COVID-19 à 7000 le 31 août 2021.

## Historique

Nombre de cas déclarés (bleu) et décès (rouge) en échelle logarithmique. Les différences quotidiennes sont indiquées en pointillés. Les valeurs étant moyennées sur sept jours, elles peuvent prendre des valeurs entre 0 et 1 non affichées ici.

Comme le reste du monde, Israël s’intéresse moins à la pandémie émergente qu’à ses problèmes locaux, et les journaux font principalement état du bras de fer entre le Premier Ministre sortant, Benyamin Netanyahou, et Benny Gantz, chef du parti quadricéphale Bleu et blanc expressement mis sur pied pour se débarrasser d'un homme politique régulièrement conspué et accusé de trois chefs d’inculpation. Ses mises en garde sur le danger du nouveau coronavirus sont perçues comme des manœuvres de diversion alors qu’il est en mauvaise posture politique, et l’un des experts les plus fréquemment cités assure que le « corona » n’est qu’une grippe disposant d’un bon service de relations publiques.
Dès avant les premiers cas en Israël, le gouvernement israélien commence à fermer les frontières le 30 janvier 2020, avec l’interdiction des vols en provenance de Chine. Le 17 février 2020, les passagers des vols en provenance d’Asie (Thaïlande, Hong Kong, Singapour) sont refoulés et le 27 février, Israël interdisait l’entrée sur son territoire des citoyens italiens, tout en forçant les Israéliens de retour d’Italie à s’isoler pour deux semaines.
Le premier cas de Covid-19 en Israël est identifié le 21 février 2020 sur une Israélienne testée positive au coronavirus à l'hôpital Tel Hashomer de Tel Aviv, après être retournée d'une croisière sur le Diamond Princess où elle avait subi la quarantaine. La conséquence en est qu'un confinement chez soi de 14 jours est institué pour tout résident ou citoyen israélien ayant séjourné en Corée du Sud ou au Japon et qu'un refus d'admission est décrété pour tout non résident ou non citoyen ayant séjourné en Corée du sud dans les 14 jours avant son arrivée
Après avoir imposé le 4 mars des quarantaines aux personnes arrivant de certains pays déjà infectés (la France, l'Espagne, la Suisse, l'Allemagne et l'Autriche) et alors que le nombre de personnes frappées par la Covid-19 en Israël dépasse la cinquantaine, Israël impose le 10 mars 2020 une quarantaine de 14 jours à toute personne arrivant de l'étranger. Le 13 mars, alors que le nombre de cas se monte à 126, les écoles, hôtels et théâtres sont fermés.
Le chancelier autrichien Sebastian Kurz rapporte à la presse israélienne que vers le 8 mars, le premier ministre israélien Benyamin Netanyahou l'avait averti que l'Europe allait être très durement frappée car elle sous-estimait l'impact de l'épidémie. En conséquence, Sebastian Kurz avait décidé d'agir plus vite que les autres gouvernements européens,.

### Premier confinement
Le 14 mars, alors que le nombre de cas en Israël approche les 200, le Premier ministre Benyamin Netanyahou annonce que toutes les activités de loisirs sont suspendues et que le gouvernement emploiera les « mesures numériques » qu’il a employées contre le terrorisme pour lutter contre le coronavirus : les localisations des téléphones portables permettront aux autorités de savoir avec qui les personnes infectées par le virus entrent en contact. Le 17 mars, le Shin Bet confirme la surveillance des citoyens infectés par le Covid-19. Le Shin Bet précise que la police reste chargée de l'application des règles de quarantaine par les personnes infectées. Quant au Mossad, il fait parvenir 100 000 kits de tests le 19 mars, premier lot d'une fourniture prévue de quatre millions kits de test. Le gouvernement charge aussi le Mossad de l'achat de masques et de matériel médical à l'étranger. Celui-ci a averti qu'il n'hésiterait pas à « doubler des pays amis ». Au 31 mars, 27 respirateurs et 8 millions de masques de protection sont acheminés en Israël conjointement par les services de renseignement du Mossad, le ministère de la Défense, le ministère de la Santé, le cabinet du Premier ministre et l'armée israélienne.

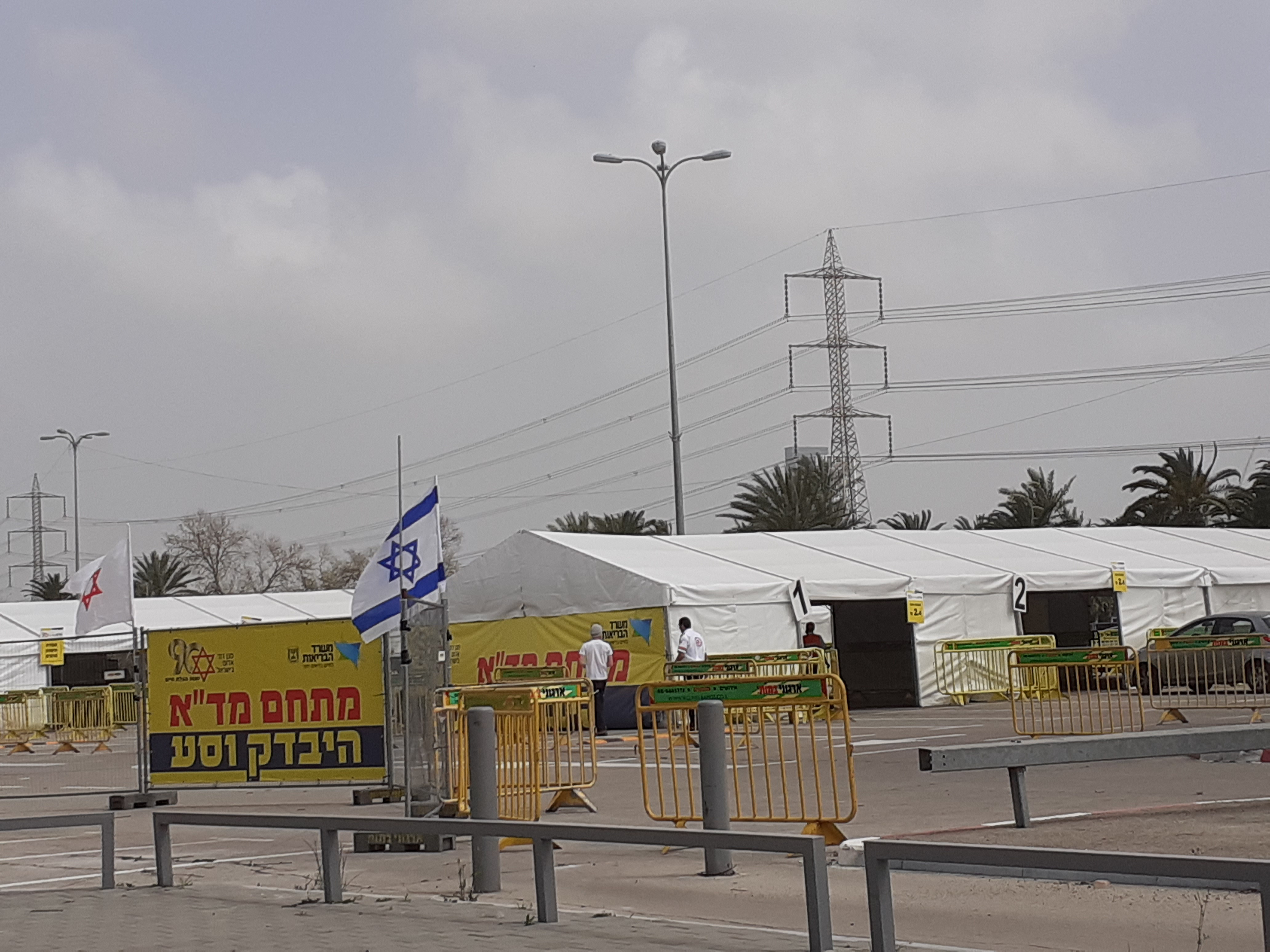
Centre de test de dépistage « drive-in » à Tel Aviv (mars 2020)

Le 19 mars, le Premier ministre annonce au pays qu'il émet des directives ordonnant aux Israéliens de rester chez eux, sauf les employés dont le travail est autorisé par les directives du ministère des Finances et sauf pour s’approvisionner en nourriture et médicaments. De plus, Israël compte produire 3 000 tests dès le 22 mars.
Le nombre de cas en Israël se monte à 705 le 20 mars.
Israël déplore son premier décès lié à l'épidémie le 20 mars. Il s'agit d'un homme âgé de 88 ans.
Le 22 mars, de nouvelles mesures de confinement plus strictes entrent en vigueur :  seules sont autorisées les courses alimentaires et médicales de première nécessitél’aide aux personnes âgées ou malades, le don de sang, l'assistance à des audiences judiciaire, les démarches auprès des services sociaux. Les citoyens ont également l’autorisation de se rendre à des services religieux, notamment aux mariages et funérailles (qui doivent regrouper un maximum de dix personnes) ou au bain rituel (mikvé) et, pour les députés, d’aller à la Knesset.
Le 26 mars, pour l'élection du nouveau président de la Knesset issue des élections législatives du 2 mars, Benny Gantz, le principal leader opposé au premier ministre Benyamin Netanyahou, présente sa propre candidature, la seule pour ce poste et est aussitôt élu par 74 voix contre 18, obtenant notamment les voix des députés du Likoud, mais perdant des appuis dans son propre camp. Juste après son élection, Benny Gantz a appelé à un « gouvernement d’union et d’urgence » pour gérer la crise du nouveau coronavirus. Selon un cadre de la coalition Kakhol Lavan, le but de la manœuvre serait « de former un gouvernement avec Netanyahou ».
Le 25 mars, alors que cinq personnes sont mortes du Covid-19 depuis le début de l'épidémie, les mesures de confinement deviennent de plus en plus strictes : la plupart des Israéliens sont confinés dans un rayon de 100 mètres autour de leur domicile. Le 29 mars, l'épidémie continue à se répandre et le nombre de décès se monte à 15. Le 30 mars, le ministère de la Santé commence à effectuer des tests aléatoires de dépistage du coronavirus dans les supermarchés du pays.
Le 28 mars, lors d'une conférence téléphonique avec des représentants de la Russie, des États-Unis et de l'Union européenne, le coordinateur spécial pour le processus de paix israélo-palestinien, Nikolaï Mladenov qualifie d'« excellente » la coopération israélo-palestinienne dans le cadre de la lutte contre le coronavirus. Outre les confinements, le communiqué de l'ONU relève l'entrée de fournitures indispensables à Gaza et la coopération d'Israël pour permettre aux personnels médicaux d'entrer et de sortir de Gaza et de la Cisjordanie
Le 2 avril, une statistique montre qu'une personne infectée sur 7 est originaire de la ville ultra-orthodoxe de Bnei Brak où l’armée doit évacuer 4 500 personnes âgées de plus 80 ans. Cette population à risque sera installée dans des hôtels de quarantaine gérés par l’État alors que le ministre de la Santé, Yaakov Litzman, leader du parti Judaïsme unifié de la Torah, est très contesté pour avoir enfreint ses propres directives. Le 3 avril, mille policiers bloque l'accès à Bnei Brak. Plus généralement, la communauté ultra-orthodoxe (haredim) est particulièrement touchée par l'épidémie, d'une part parce que ses leaders ont tardé à faire fermer les synagogues et les yechivoth mais aussi parce que les haredim vivent souvent en famille nombreuse dans de petits logements. Quelques jours plus tard, le 12 avril, ce sont des quartiers de Jérusalem qui subissent des mesures de confinement strictes

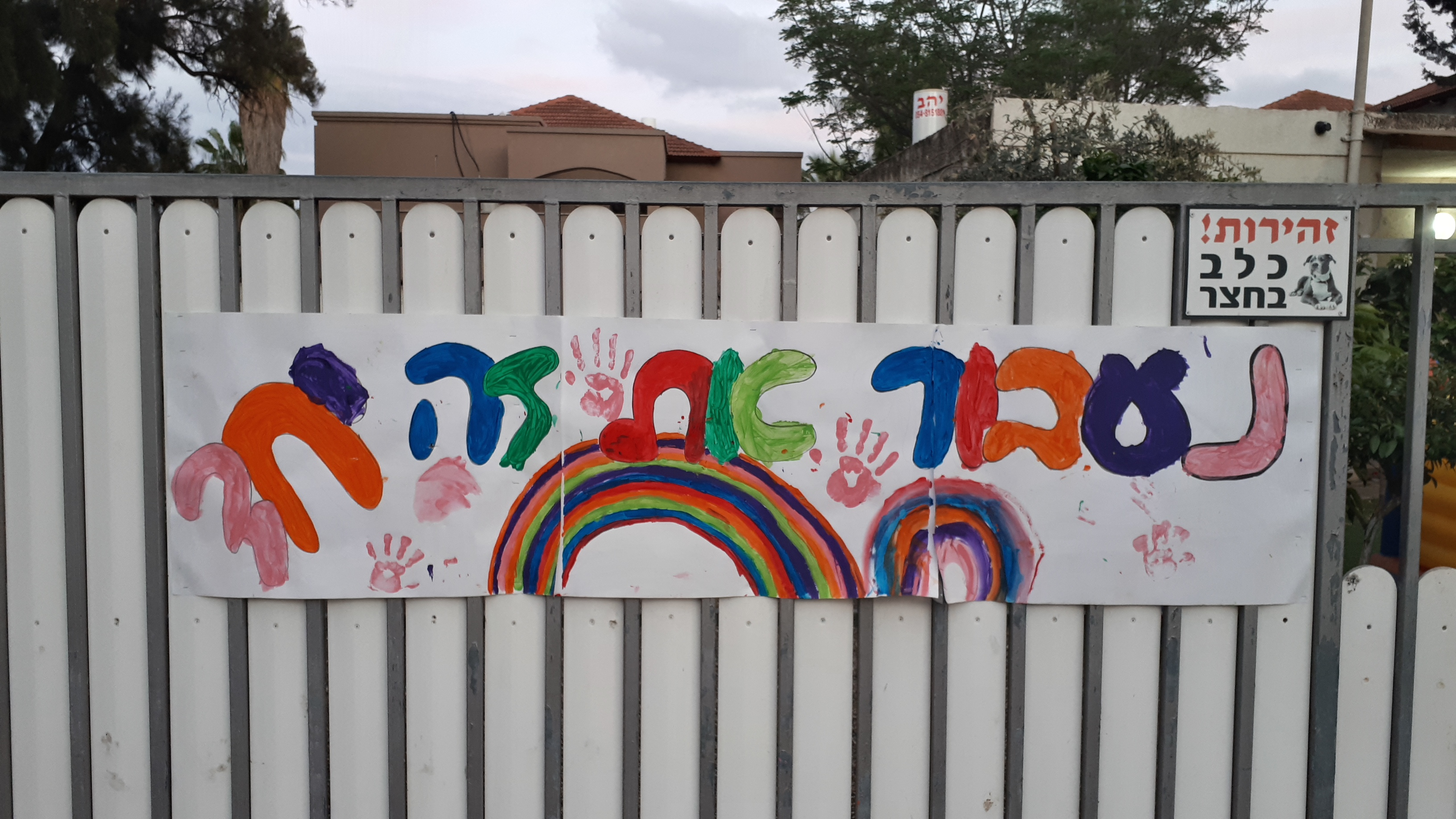
Pancarte d'encouragement d'initiative citoyenne à Raanana. En hébreu : « Nous le passerons ensemble ».

Le 6 avril, le nombre de décès depuis le début de l'épidémie se monte à 57 personnes.
Le 7 avril, le gouvernement prend des mesures drastiques pour essayer de contenir l'épidémie durant les fêtes de Pessa'h : un confinement national est décrété, interdisant aux Israéliens de quitter les villes et communautés dans lesquelles ils vivent à partir de 19 heures le 7 avril et jusqu’à 6 heures le 10 avril. De plus, un couvre-feu est instauré à partir du 8 avril, 15 heures jusqu’à 7 heures du matin le lendemain, empêchant ainsi aux Israéliens de sortir à plus de 100 mètres de leur domicile pour quelque raison que ce soit. Le 8 avril au soir correspond au premier soir de Pessah, quand les juifs se rassemblent généralement en famille élargie pour célébrer la sortie d'Égypte.
Le 11 avril, le Premier ministre décide l'arrêt de tout vol vers Israël après qu'il a été demandé aux passagers d'un vol en provenance de New-York de se confiner chez eux sans aucun contrôle préalable plutôt que de se voir imposé une quarantaine dans un lieu prédéterminé jusqu'à ce qu'il soit possible d'obliger légalement les arrivants à séjourner dans lieux de quarantaine, gérés par le gouvernement.
Les mesures de confinement et de couvre-feu semblables à celles des 7-9 avril sont prises sont prises du 14 au 16 avril à l'occasion de la fête de clôture de Pessah.
Le 17 avril, le nombre de décès depuis le début de l'épidémie se monte à 150 personnes et près de 13 000 cas.
Le 19 avril, alors que le nombre de décès se monte à 171, après des statistiques jugées encourageantes mais aussi de dures discussions entre les membres du gouvernement, celui-ci prend des mesures tendant à assouplir les restrictions liées au COVID-19 en Israël dont voici les plus significatives : 
- Les restrictions sur les activités autorisées sont allégées de façon à faire passer la proportion des travailleurs autorisés à se rendre sur leur lieu d’activité de 15 % à 30 %.
- Les prières en plein air rassemblant jusqu’à 19 personnes sont dorénavant autorisées. Les fidèles doivent impérativement conserver deux mètres de distance, les uns avec les autres, et porter des masques.
- Il est autorisé de s’éloigner de 500 mètres de son domicile pour faire du sport et de 500 mètres de son lieu de travail pour rejoindre un quorum de prière en plein air (Minian).
- Le port du masque en public est obligatoire sous peine d'une amende de 200 shekels à partir de la deuxième infraction.

Le 20 avril, le ministère de la Santé annonce que « la tendance s'inverse » en ce sens que sur les trois jours précédents, le nombre de personnes guéries était supérieur à celui des nouveaux cas.
Le 22 avril, le nombre de décès se chiffre à 184.
Ce même mois, le bureau du Premier ministre Benyamin Netanyahou annonce dans un communiqué que « trois cargaisons en provenance de trois pays », contenant notamment « 2,4 millions de doses de chloroquine » venant d'Inde, ainsi que « 2,5 tonnes d'anesthésiques en provenance d'Italie, un médicament expérimental contre le coronavirus, et des millions d'équipements de protection, dont des masques et des combinaisons, en provenance de Chine », ont été livrées en Israël.
Le 1er mai, le gouvernement demande une réouverture partielle des écoles le dimanche 3 mai (classes de CP à CE2, et de seconde et de première) mais de nombreuses municipalités disent qu'elles n'ont pas été prévenues suffisamment à l'avance pour assurer la rentrée ce dimanche matin 3 mai. Ces municipalités incluent Tel Aviv-Jaffa, Ramat Gan, Beer-Sheva, Bnei Brak, Ramat Ha-Sharon ainsi que des parties de Bet Shemesh et de Jérusalem.
Le 5 mai, le pays enregistre 16 268 cas de contamination, 237 décès et 10 223 guérisons. Dès dimanche 26 avril, les commerces qui ne se trouvent pas dans les centres commerciaux ou les marchés en plein air sont autorisés à reprendre leurs activités. Cela inclut les coiffeurs et les salons de beauté qui doivent limiter le nombre de clients. Les restaurants peuvent vendre des produits à emporter. L'interdiction au public de se déplacer à des fins non essentielles à plus de 100 mètres du domicile ou à plus de 500 mètres pour faire de l’exercice ou prier reste en vigueur jusqu’à la fin de la fête de l’Indépendance le 29 avril 2020 au soir. Les différentes amendes pour non-respect des directives sont doublées, passant de 500 à 1000 shekels et de 1 000 à 2 000 shekels.
Le 5 mai, le Premier ministre, Benyamin Netanyahou célèbre les bons résultats de son pays comparés aux autres pays comme l'Italie, l'Espagne, le Royaume-Uni, la  France, la Suède, la Belgique ou comme la ville de New-York et annonce la continuation de la reprise des activités dans le pays : la liberté de déplacement est rétablie ; les visites familiales aux personnes âgées sont autorisées ; fin mai, les rassemblements jusqu’à 100 personnes seront permis des rassemblements illimités à la mi-juin ; Israël cherche à relancer le trafic aérien international. La reprise du championnat de football est prévue pour le 31 mai.
Le 8 mai, le pays enregistre 16 469 cas de contamination, 245 décès et 11 007 guérisons.
Le 12 mai, il est annoncé que toutes les classes rouvriront à temps partiel le 17 mai, seules les universités restant fermées.
Le 15 mai, le pays enregistre 16 589 cas de contamination, 266 décès et 12 587 guérisons.
Le 20 mai, les plages sont rouvertes.
Le 24 mai, le pays enregistre 16 717 cas de contamination et 279 décès. Le premier décès est aussi enregistré dans la bande de Gaza
Le 27 mai, la réouverture des bars et restaurants rencontre un grand succès.

### Nouvelle recrudescence
Le 3 juin, le pays enregistre 17 219 cas de contamination, 14 950 guérisons et 287 décès. Fin mai et début juin, une recrudescence de nouveaux cas entraîne la fermeture de 31 établissements scolaires et la mise en quarantaine d'une dizaine de milliers d'élèves et d'enseignants. Les médias font état d’une « seconde vague, » bien qu’elle soit causée par la même souche virale et non un nouveau variant.
Le 11 juin, le nombre de morts atteint les 300 alors que le nombre de nouveaux cas augmente à nouveau, dépassant nettement les 100 par jour depuis début juin. 144 écoles et crèches ont été fermées. Près de 24 000 personnes sont en quarantaine après la découverte de nouveaux cas.
En pleine recrudescence du COVID-19, le 22 juin, le gouvernement demande aux hôpitaux de se préparer à accueillir 2 000 patients supplémentaires qui auront besoin de respirateurs et annonce l'augmentation de l'amende pour défaut de port de masque en public, de 200 shekels (50 €) à 500 shekels (125 €).
Le 22 juin, le nombre de morts atteint 307 alors que le nombre de cas s'élève à 20 869 et que le nombre de nouveaux cas est de 183.
À la suite de la recrudescence de nouveaux cas, le Premier ministre déclare le 6 juillet que « si nous n’agissons pas maintenant, nous aurons des centaines, voire plus de mille cas graves dans les prochaines semaines, ce qui paralysera notre système [de santé]. » Le gouvernement approuve alors la fermeture immédiate de salles de spectacles, de bars, de clubs, de gymnases, de piscines publiques.
Le 6 juillet, le nombre de morts atteint 322 alors que le nombre de cas s'élève à 30 162 et que le nombre de nouveaux cas est de 816.
Le 7 juillet, alors que le nombre de morts se monte à 338, que le nombre de cas atteint 31 186 et que celui des nouveaux cas dépasse les 1000, le gouvernement adopte une nouvelle série de restrictions limitant l’accueil dans les restaurants à 20 clients dans les espaces intérieurs et à 30 personnes en terrasse, les tables étant placées à distance les unes des autres et  les rassemblements publics à 20 personnes portant des masques et gardant une distance de deux mètres. Quant aux synagogues, leur occupation maximale est réduite de 50 à 19 personnes.
Le même jour, la directrice de la Santé publique, la professeure Siegal Sadetzki, démissionne, critiquant la manière dont les autorités ont géré l’épidémie de coronavirus en cours et décrivant une approche chaotique et inefficace pour faire face à la crise.
Le 9 juillet, le Premier ministre indique qu’avec le recul, il estime que la réouverture d’une grande partie de l’économie avait été « prématurée ». Il ajoute : « J’en assume la responsabilité et j’assumerai la responsabilité de faire évoluer favorablement la situation ». L'épidémie continue à progresser en juillet,.
Le 23 juillet, le gouvernement nomme le professeur Ronni Gamzu « coordinateur Covid-19 » qui se pour tâche de « restaurer la confiance du public dans la capacité du gouvernement à répondre à la pandémie et réduire le nombre d'infections, tout en permettant aux citoyens de continuer à vivre leur vie ».
L'épidémie continue à progresser en juillet de telle sorte que le nombre de décès depuis le début de l'épidémie est de 512 au 31 juillet alors que le nombre de cas s'élève à 70 970 avec 1791 nouveaux cas, le 30 juillet.
Le 6 août 2020, le responsable de la réponse gouvernementale au coronavirus, Ronni Gamzu, déclare que le taux d’infection à la COVID-19 par tête en Israël est le plus élevé dans le monde, ce qui pourrait conduire à un nouveau confinement national en septembre, si ce taux ne revient pas sous le millier de cas quotidiens.
Le nombre de décès depuis le début de l'épidémie est de 578 au 7 août 2020 alors que le nombre de nouveaux cas s'élève à  1917 le 6 août.
Le 19 août, le ministère de la Santé israélien admet avoir sous-estimé le nombre de décès dus à la Covid-19 en Israël, car 53 décès survenus dans des maisons de retraite en juillet et août ont été omis. Le 21 août, le nombre de décès depuis le début de l'épidémie est de 809 alors que le nombre de nouveaux cas s'élève à  1496 en 24 heures.
Le 27 août, les nouveaux cas confirmés de coronavirus en Israël ont dépassé les 2 000 pour la première fois en plusieurs semaines, le nombre de tests effectués ayant augmenté considérablement. Le nombre de décès au 28 août se monte à 891. Le responsable de la lutte contre la covid-19 s'oppose aux milieux orthodoxes quant à l'ouverture des synagogues lors de grandes fêtes juives qui se célèbrent en deuxième quinzaine de septembre 2020.
Le 3 septembre, alors que le nombre de morts s'élève à 976 depuis le début de l'épidémie, dont 149 à Jérusalem et 89 à Bnei Brak et dont plus de 81 % âgés de plus de 70 ans, le gouvernement décide le confinement à partir du 7 septembre de plus de 30 villes « rouges » qui ont un taux élevé d’infection au coronavirus, alors que plus de 3 000 cas par jour ont été enregistrés la veille. La plupart des villes concernées sont essentiellement ultra-orthodoxes et arabes, deux populations durement touchées par le virus. Ronni Gamzu, le responsable israélien de la lutte contre le virus, « visiblement bouleversé », a imploré le public de commencer à traiter la situation avec sérieux : « C’est un message pour tout Israël : pas de mariage ! Pas de rassemblements de masse ! Pas de non-respect [des directives] dans aucun restaurant ni nulle part ailleurs. [...] Je suis désolé d’être émotif. C’est un moment crucial… Tout Israël est en guerre. Le nombre de malades qui passe de 2 000 à 3 000 en un jour devrait tous nous inquiéter ».
Toutefois, le 6 septembre, quand le nombre de morts du COVID-19 dépasse les 1000, le premier ministre annule les confinements sous la pression des maires de municipalités ultra-orthodoxes. Des mesures de couvre-feu nocturne sont décidées dans une quarantaine de villes où le nombre d’infections est élevé, au lieu du bouclage complet d’un petit nombre de villes, mesures qui suscitent d'autres oppositions.
Le 10 septembre, quand le nombre de morts depuis le début de la pandémie se monte à 1077 et le nombre quotidien de nouveaux cas à plus de 4000, les ministres adoptent le principe d'un nouveau confinement national aux modalités à préciser.

### Deuxième confinement
Alors qu'Israël est devenu un des pays au monde où le taux de nouveaux cas quotidiens est le plus élevé, le Premier ministre annonce le 13 septembre un nouveau confinement national à partir du 18 septembre et pour trois semaines, c'est-à-dire pendant toute la durée des fêtes juives de la nouvelle année, du Grand pardon et de la fête des cabanes. Ces mesures ajoutées aux couvre-feu nocturnes qui touchent certaines villes à majorité ultraorthodoxes causent la colère de cette communauté. Pour la première fois de son histoire, la Grande synagogue de Jérusalem (en) reste fermée pour le nouvel an juif.
Devant l'augmentation du nombre de cas, le ministre de la Défense Benny Gantz ordonne le 21 septembre à l’armée de se préparer à créer un hôpital de campagne de 200 lits pour les cas de coronavirus, de façon à soulager les hôpitaux surchargés.
Le 23 septembre, quand le nombre de le nombre de morts se monte à 1376 et de cas quotidiens à 7000 , les conditions du confinement sont encore durcies : presque tous les commerces seront fermés à partir du 25 septembre, à l’exception des supermarchés, des pharmacies et de certaines entreprises et usines spécifiquement désignées comme « vitales » par l’Autorité nationale d’urgence du ministère de la Défense. Les restaurants ne peuvent travailler que sur la base de livraisons à domicile. Les synagogues fermeront à partir du vendredi 25, rouvriront pendant les 25 heures du Yom Kippour de manière limitée, les fidèles étant divisés en petits groupes, puis fermeront à nouveau le lundi soir. Un compromis spécial a été trouvé, permettant à 2 000 manifestants de prendre part aux manifestations quotidiennes devant le domicile du Premier ministre, rue Balfour.
Le 30 septembre, la Knesset adopte une mesure permettant au gouvernement d’interdire aux Israéliens les déplacements de plus d’un kilomètre au-delà de leur domicile pour se rendre à une manifestation. Les rassemblements en plein air sont limités à un maximum de 20 personnes, étouffant de facto les importants mouvements de protestation hebdomadaires organisés aux abords de la résidence du Premier ministre Benjamin Netanyahou.
Le même jour, près de 9 000 nouveaux cas sont enregistrés et le nombre de morts se monte à 1 569. Les hôpitaux commencent à être débordés, traitant 830 cas graves pour une capacité théorique de 800 lits. Le gouvernement prolonge le confinent du 11 au 14 octobre et interdit aux Israéliens de fréquenter pendant la fête de Souccot, une soukka autre que la leur. Cependant, des soukkot géantes sont installées dans les quartiers ultraorthodoxes pour recevoir des centaines de personnes. L'armée est chargée de la mise en place des procédures de suivi et de traçage efficaces pour stopper les chaînes de contagion.
Le 8 octobre, alors que le nombre de morts liés de la pandémie atteint les 1864 et avant  la fête de Simhat Torah où les fidèles ont l'habitude de danser en portant des rouleaux de Torah, les grands rabbins d'Israël, ashkénaze et séfarade demandent aux Israéliens de ne pas prier en espace clos et ne pas embrasser de rouleaux de Torah pendant la fête.
Le 13 octobre, le nombre de morts atteint les 2021 soit un doublement depuis le 5 septembre.
Le 15 octobre, le nombre de nouveaux cas s'orientant à la baisse depuis quelques jours, le professeur Gamzu laisse espérer un prochain adoucissement du confinement. Toutefois, le 25 octobre, quand 2 366 personnes sont décédées des suites de la Covid-19, il indique qu'il sera impossible de continuer à assouplir les restrictions du confinement si le nombre de tests par jour se maintenait en dessous de 50 000.
Au 29 octobre, avec 688 cas, les taux quotidiens de nouveaux cas de covid
-19 sont au plus bas depuis juin alors que l'on compte 2 494 morts.
Avec seulement plusieurs centaines de nouveaux cas quotidiens à la fin octobre contre plus de 8000 à la mi-septembre, ce qui semble montrer l'efficacité du confinement mis en place depuis le 18 septembre, les magasins sont autorisés à rouvrir le 8 novembre. Toutefois, beaucoup d'entre eux ont du mettre la clé sous la porte. Mais, au 22 novembre, les données rendues publiques par le ministère de la Santé indiquent que le taux de transmission du coronavirus est à nouveau en hausse et le nombre de morts de la COVID-19 est de 2757 le 22 novembre 2020.
Le 13 décembre, Israël enregistre 1288 nouveaux cas de covid-19 et le nombre total de décès se montent à 2983.
Le 21 décembre, à la suite de l'observation d'une mutation du virus en Grande-Bretagne semblant le rendre plus contagieux, le gouvernement décide d'une quatorzaine obligatoire pour tous les Israéliens arrivant en Israël et ferme le territoire aux étrangers.

### Campagne de vaccination

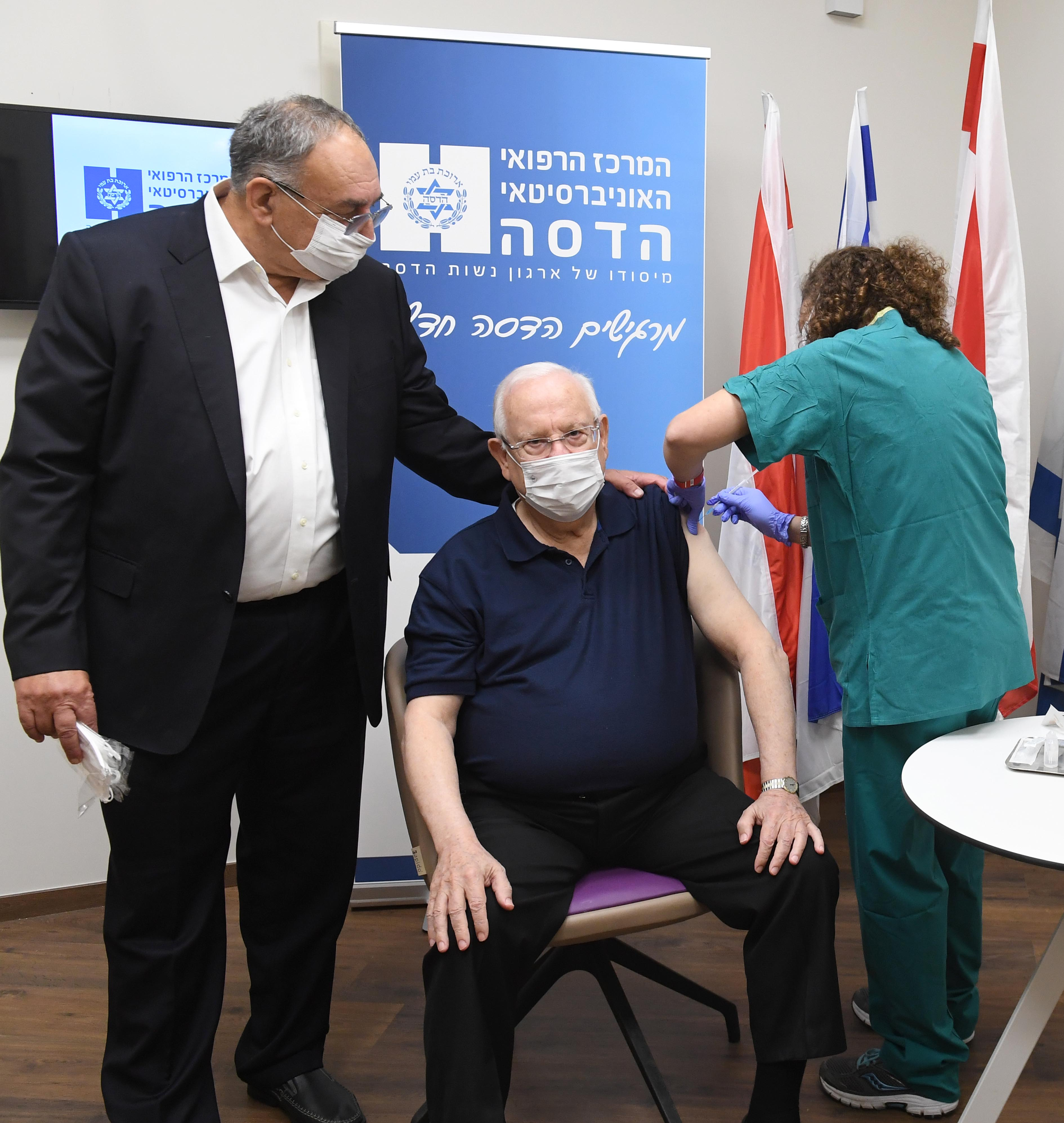
le Président Reuven Rivlin en train de recevoir une première dose du vaccin Tozinameran contre la Covid-19 (20 décembre 2020)

Le 9 décembre, les premières doses du vaccin Pfizer arrivent à l'aéroport Ben Gourion de Tel-Aviv. Israël avait acheté en novembre huit millions de doses à Pfizer avec une livraison prévue à partir de janvier 2021 mais les premières doses sont arrivées plus tôt que prévu. Il est décidé de commencer les vaccinations avant la fin décembre.
Le 20 décembre, la campagne de vaccination (première dose) débute avec les travailleurs du secteur de la santé et quelques personnalités comme le président et le chef d’État-major et devrait se poursuivre avec les Israéliens de plus de 60 ans et les populations à risque. Certaines personnes qui n’étaient pas éligibles bénéficient des doses restantes avant la fermeture de certains centres de vaccination.
Israël établit quelque 400 centres de vaccination.
Au 24 décembre, 210 000 personnes ont été vaccinées. La campagne de vaccination est massive et au 29 décembre, Israël est le pays avec le taux de vaccination par habitant le plus élevé au monde.
Une polémique oppose les milieux orthodoxes au gouvernement qui a ouvert les centres de vaccination le chabbat au nom du principe juridique juif consistant à sauver une vie, qui l’emporte sur presque toutes les autres exigences religieuses, y compris le repos du chabbat. Le grand rabbin ashkénaze David Lau a souligné qu’il soutient la vaccination, mais a fait valoir que tant que les centres de vaccination ne fonctionnaient pas 24 heures sur 24, il n’était pas justifié de travailler le jour du chabbat. Selon lui, il faut augmenter la capacité sans travailler le chabbat.
Au 1er janvier 2021, 12 % des habitants, dont 41 % des plus de 60 ans, considérés comme les plus vulnérables et au total, plus d'un million de personnes ont reçu une première injection.
Le 7 janvier, Benyamin Netanyahou annonce qu'après un accord avec Pfizer, l'ensemble de la population israélienne de plus de 16 ans pourrait être vacciné d'ici la fin mars 2021.
Le 11 janvier, le gouvernement annonce l'extension de la vaccination à toute personne âgée de plus de 50 ans.
Le 14 janvier, le cap des deux millions de personnes vaccinées est franchi. Au 31 janvier, ce sont 3 005 382 personnes – soit 32,61 % de la population totale – qui ont reçu la première dose du vaccin Pfizer-BioNTech. La seconde dose a été administrée à 1 728 625 personnes, soit 18,67 % de la population.
Dans les territoires occupés, la campagne de vaccination concerne les citoyens israéliens des colonies israéliennes et les habitants palestiniens de Jérusalem-Est (annexée par Israël). Les Palestiniens sous l'Autorité palestinienne ne sont pas concernés par les services de santé israéliens. En réaction, les critiques d'Israël déplorent que les Palestiniens ne bénéficient pas des mêmes soins de santé que les citoyens israéliens, citant les Conventions de Genève sur les responsabilités d'une puissance occupante. Le gouvernement israélien rappelle que les accords israélo-palestiniens d'Oslo signés en 1993 — qui ne sont appliqués que partiellement — assignent à l’Autorité palestinienne la responsabilité de la santé de la population sous son contrôle et qu'il n'existe dans les Conventions de Genève qu'une contrainte d'assistance médicale de principe et délibérément non spécifiée.
Amnesty International y voit une « discrimination institutionnalisée » et appelle Israël à « fournir des vaccins de manière juste et équitable aux Palestiniens vivant sous occupation ». Selon Human Rights Watch, « rien ne peut justifier l’actuelle situation dans certaines parties de la Cisjordanie, où des habitants juifs du côté d’une route reçoivent des vaccins, tandis que, de l’autre côté de la route, des habitants palestiniens n’y ont pas droit ». Le juriste de droit international Eugène Kontorovich, rejette cette analyse et considére comme « absurde », la négation de la validité légale des accords d'Oslo. De plus, il considère comme « absurde » d'exiger le rythme de vaccination le plus rapide du monde, alors même que l'Autorité palestinienne a reçu des vaccins à un rythme comparable à d'autres gouvernements.
Le Premier ministre palestinien Mohammad Shtayyeh annonce le 1er février que l’Autorité palestinienne a planifié de recevoir mi-février ses 50 000 premiers vaccins contre la Covid-19. L'autorité palestinienne coordonne avec Israël les arrivées de vaccins par l'aéroport Ben Gourion en Israël, qui seront ensuite transférés et délivrés par Israël. Le premier ministre israélien rappelle que la vaccination des Palestiniens est dans l'intérêt d'Israël et transfère 5000 doses de vaccins israéliens à destination du personnel hospitalier palestinien en février 2021. Fin février Israël vaccine également les travailleurs palestiniens qui se rendent en Israël et offre un nombre limité de vaccins à l'Autorité palestinienne et à des pays dans le besoin. Le 11 mars, plus de 50 000 travailleurs palestiniens ont été vaccinés par Israël.
Le 18 juin 2021, dans le contexte d'un accord avec l'Autorité palestinienne en vue d'accélérer leur campagne de vaccination, Israël débute le transfert de 1.4 million de doses de vaccins Pfizer–BioNTech, avant que cette dernière rompt l'accord et renvoie les vaccins, citant une date de péremption jugée « trop courte ».
Au 6 février, 80 % des personnes de 60 ans et plus ont reçu les deux doses de vaccin nécessaires mais seuls 20 % des moins de 60 ans les ont reçues. Les hospitalisations diminuent chez les plus de 60 ans alors qu'elles continuent à augmenter chez les moins de 60 ans. La vaccination semble donc avoir un effet sur les indicateurs.
Le 15 février, Israël publie des résultats préliminaires encourageants, avec une diminution de 94 % de cas symptomatiques à la Covid-19 après une vaccination. De plus la première dose semble être efficace à plus de 85%.
Le 18 février, le gouvernement lance le passeport vert qui permettra aux personnes vaccinées ou guéries du coronavirus de participer à diverses activités et qui est accompagné de graves sanctions légales pour les faussaires éventuels.
Au 20 février 2021, soit deux mois après le début de la campagne de vaccination, 46 % des Israéliens ont reçu une première dose du vaccin Pfizer-BioNTech dont 31 % les deux doses du vaccin.
Le 23 mars, le professeur Cyrille Cohen, directeur du laboratoire d’immunothérapie de l’université Bar-Ilan décrit les effets de la campagne de vaccination : « On revit en Israël. On a rouvert nos restaurants, les stades (5 000 personnes peuvent voir des événements sportifs)… tout le monde a repris son activité. On voit beaucoup moins de malades et moins de cas. On est passé de 1200 patients graves à moins de 500.». il cite trois raisons au succès de cette campagne : l'organisation, l'accès aux vaccins et la motivation de la population.
Le 25 mars, le ministère de la Santé israélien annonce que plus de la moitié des Israéliens ont reçu les deux doses de vaccin.
Au 20 mai 2021, soit cinq mois après le début de la campagne de vaccination, 58 % des Israéliens ont reçu une première dose du vaccin Pfizer-BioNTech dont 55 % les deux doses du vaccin.
Au 20 juin 2021, soit six mois après le début de la campagne de vaccination, 59 % des Israéliens ont reçu une première dose du vaccin Pfizer-BioNTech dont 55 % les deux doses du vaccin. Au 20 juillet, 62 % des Israéliens ont reçu une première dose du vaccin Pfizer-BioNTech dont 57 % les deux doses du vaccin. Au 20 août, 63 % des Israéliens ont reçu une première dose du vaccin Pfizer-BioNTech dont 58 % les deux doses et 14 % une troisième dose du vaccin.

### Troisième confinement
Le gouvernement annonce le 24 décembre un troisième confinement national qui entrera en vigueur le 27 à 17 heures pour endiguer la recrudescence du nombre de cas de COVID-19. Il durera au moins deux semaines. Le 25 décembre, le premier ministre Benyamin Netanyahou déclare à ce propos : « Je veux vous dire que la merveilleuse campagne de vaccination, couplée à un confinement court et rapide, va nous permettre de sortir de [la pandémie de] coronavirus. Et il est probable que nous soyons le premier pays à [en sortir] d’ici quelques semaines. ».
Ce confinement débute officiellement pour deux semaines alors que les 4 000 cas par jour sont atteints et que le nombre de morts le 24 décembre se monte à 3171. Les Israéliens ne pourront pas se déplacer à plus d’un kilomètre de leur domicile sauf pour leur travail et la plupart des commerces seront fermés sauf pour les livraisons. Le système scolaire fonctionnera partiellement. Ce confinement suscite de fortes controverses au sein même du ministère de la Santé israélien
À la fin de l'année 2020, le bilan est de 3 325 morts.
Le 7 janvier, on observe d'une part le grand succès de la campagne de vaccination mais d'autre part la recrudescence des nouveaux cas de covid-19, dus aux grands mariages, aux grandes fêtes et à une complaisance liée à un sentiment de sécurité provoqué par les vaccinations et à la non-crédibilité des membres du gouvernement miné par l'instabilité, dont les propos tiennent plus de la rhétorique électorale que de la sécurité des citoyens. Une autre raison de l'augmentation du nombre cas semble être la présence du variant britannique du SARS-CoV-2. Au 11 janvier, 9 589 nouveaux cas sont recensés et le nombre de morts est de 3 704.
Durant la troisième semaine de janvier, une baisse du nombre de nouveaux cas quotidiens commence à être observée. Toutefois, le nombre de morts continue à croître et s'élève à 4245 le 22 janvier. De plus, en raison de l'incidence du variant britannique du virus, le gouvernement décide de fermer complètement les frontières  aériennes du pays du 26 janvier au 31 janvier
Le 30 janvier, Le directeur-général du ministère de la Santé Chezy Levy déclare que si le confinement national avait réussi à faire baisser le taux d’infection au coronavirus, cette diminution avait été lente et décevait les autorités. Elle reste en effet supérieur à 6 000 cas par jour et le nombre de morts depuis le début de la pandémie en Israël est de 4786.
Le 31 janvier, le gouvernement prolonge le confinement en vigueur depuis le 27 décembre jusqu'au 5 février car le nombre des personnes contaminées est toujours à la hausse malgré l'intense campagne de vaccination. Le 7 février, le confinement est allégé et les commerces non essentiels peuvent rouvrir.
Avec la baisse du nombre de cas quotidien (3 681 le 19 février), le gouvernement décide pour le 21 février la réouverture des centres commerciaux, des marchés, des musées et des bibliothèques à tous les Israéliens. Mais seuls ceux qui ont été vaccinés ou qui se sont remis de la COVID-19 pourront utiliser les gymnases et les piscines, assister à des manifestations sportives et culturelles et séjourner à l’hôtel. Le nombre de morts depuis le début de l'épidémie se monte le 19 février à 5 526.
À l'occasion de la fête de Pourim traditionnellement source de nombreux rassemblements festifs, le gouvernement impose du 25 au 27 février un nouveau couvre-feu national du 25 au 27 février. Plus de 1 300 personnes se voient imposer une amende les 25 et >26 février pour l'avoir violé. Un tiers de la population israélienne a alors reçu ses deux doses de vaccin mais le taux d’infection continue à être élevé, avec 4 000 nouveaux cas par jour.
Le 6 mars le nombre de morts de la covid atteint le total de 5856 et celui des nouveaux cas quotidiens est stabilisé autour de 3770.

### Nouveau déconfinement
Le 7 mars, quand plus de la moitié des 9,3 millions d’Israéliens ont reçu une première dose du vaccin Pfizer/BioNtechet qu'environ 40 % des Israéliens ont reçu la seconde dose de vaccin, terrasses de restaurant et écoles rouvrent et les bars et les restaurants en salle sont accessibles au détenteurs du « passeport vert ». Les événements culturels et sportifs et les conférences pourront reprendre avec un maximum de 500 personnes à l’intérieur et 750 à l’extérieur, sur présentation du « passeport vert », tout cela deux semaines environ avant les élections législatives.
Le 22 mars, veille des élections législatives, le nombre de cas graves passe à 499, le niveau le plus bas en 3 mois et seuls 942 nouveaux cas sont enregistrés. Le nombre total de morts depuis le début de la pandémie se monte à 6114.
Au 15 avril 2021, à la fin du quatrième mois de la campagne de vaccination et après plus d'un mois de déconfinement, le nombre de nouveaux cas quotidiens tombe à 200 et le nombre de morts à 5. Le 18 avril, l'obligation du port du masque à l'extérieur est levée. Le 22 avril, pour la première fois depuis près de dix mois, aucun nouveau décès quotidien lié à la COVID-19 n’est signalé en Israël.
Le 1er juin 2021, Israël supprime le « passeport vert » et les jauges dans les établissements. Le 15 juin, l'obligation du port du masque dans les lieux publics fermés est levée. Seule reste en place la quatorzaine imposée aux ressortissants étrangers arrivant en Israël jusqu'à ce qu’un test sérologique vienne prouver que la vaccination ou l’immunité est suffisante pour la personne.

#### Variant Delta, reprise des contaminations et troisième dose de vaccin
Le 25 juin, l'obligation du port du masque dans les lieux publics fermés est rétablie  en raison d'une hausse du nombre de personnes contaminées quotidiennement au coronavirus (227 le 24 juin). Le variant Delta serait à l’origine de 70 % des cas récents en Israël mais Israël ne semble pas confronté à une nouvelle vague de morbidité. Le gouvernement reporte aussi d'un mois, au 1er août sa réouverture aux touristes.
Début juillet 2021, les statistiques du ministère de la Santé israélien semblent montrer que le vaccin Pfizer-BioNTech prévient très largement les formes graves de la COVID-19 et les hospitalisations, mais qu’il a aussi une efficacité significativement moindre pour empêcher la propagation du variant Delta. Selon le ministère, dans le contexte de la propagation du variant Delta, la capacité du vaccin Pfizer à empêcher le développement de cas symptomatiques de la covid-19 a chuté d’environ 30 % – à 64 %. Le ministère de la Santé compte aussi mener des études sur la nécessité d'une troisième dose.
Durant le mois de juillet, le pays subit une accélération de l'épidémie et enregistré plus de 1 400 cas de contamination en 24h à la fin du mois contre 100 par jour à la mi-juin. Selon le ministère de la Santé, plus de 15 000 cas positifs sont recensés, dont 151 hospitalisés dans un état grave. Face à cette nouvelle augmentation de l'épidémie, le Premier ministre appelle les personnes âgées de plus de 60 ans à recevoir une troisième dose de vaccin. Le Premier ministre déclare ainsi : «Israël est un pionnier en allant de l'avant avec une troisième dose de vaccin pour les personnes âgées de 60 ans et plus».
Malgré la campagne de vaccination, le pays enregistre, à la mi août, « son nombre de contaminations le plus élevé depuis janvier », les cas actifs de covid dépassent les 50 000, 2 mois seulement  après avoir oscillé vers 200. Le ministère de la Santé déclare alors que le taux de cas graves est beaucoup plus élevé parmi les Israéliens non vaccinés âgés de 60 ans et plus, qui constituent 151,5 personnes pour 100 000 dans un état grave ; parmi les vaccinés, le chiffre était de 19,3 et parmi les partiellement vaccinés de 40,9. Israël a alors l'un des niveaux de vaccination les plus élevés au monde pour le COVID-19, avec 78 % des 12 ans et plus entièrement vaccinés, la grande majorité avec le vaccin Pfizer. Pourtant, le pays enregistre l'un des taux d'infection les plus élevés au monde, avec près de 650 nouveaux cas par jour par million d'habitants. Plus de la moitié sont des personnes entièrement vaccinées, ce qui souligne la transmissibilité de la variante Delta et suscite des inquiétudes quant au fait que les avantages de la vaccination diminuent avec le temps. Au 15 août, 514 Israéliens étaient hospitalisés pour une COVID-19 grave ou critique, une augmentation de 31 % par rapport à seulement 4 jours plus tôt. Sur les 514, 59 % étaient complètement vaccinés. Parmi les vaccinés, 87 % avaient 60 ans ou plus.
Le Premier ministre Naftali Bennett, lors de sa conférence de presse télévisée du 18 août, affirme vouloir éviter un nouveau confinement en septembre, mois de plusieurs fêtes juives, car « cela détruirait l’avenir du pays ».
De nouvelles mesures de restriction sont envisagées : présenter un certificat de vaccination ou un test PCR négatif pour se rendre aux restaurants, hôtels, musées et bibliothèques, pour assister aux événements culturels et sportifs, et aller aux lieux de culte accueillant plus de 50 fidèles. Le 20 août, Israël abaisse à 40 ans l’âge pour recevoir une troisième dose de vaccin et le premier ministre Naftali Bennett se fait injecter une troisième dose dès le lendemain. Fin août, c'est l'ensemble de la population de plus de 12 ans qui est appelée à se faire administrer une troisième dose.
Début septembre 2021 la courbe des contaminations ne fléchit pas, pourtant 2,5 millions d'Israéliens ont reçu une troisième dose, aussi le responsable de la lutte contre le coronavirus en Israël suggère-t-il, le samedi 4 septembre, l'administration d'une quatrième dose de vaccin ; il déclare que certainement « tous les cinq ou six mois - nous aurons besoin d'une nouvelle injection ».
Fin septembre 2021, un article publié dans European Journal of Epidemiology étudie la relation entre le pourcentage de la population entièrement vaccinée et les nouveaux cas de COVID-19 dans 68 pays et dans 2947 comtés aux États-Unis. Il note l'absence d'association significative entre le pourcentage de la population entièrement vaccinée et les nouveaux cas de COVID-19. Cette situation est illustrée notamment par le cas d'Israël, qui, avec plus de 60 % de sa population entièrement vaccinée, a enregistré les cas de COVID-19 les plus élevés pour 1 million de personnes en août 2021.
À partir du 3 octobre 2021, le Passe vert (passe sanitaire) n'est plus valable pour les personnes n'ayant pas procédé à une injection de rappel six mois après avoir bénéficié des deux premières doses.
Le 10 novembre 2021, le gouvernement approuve, comme les États-Unis, les vaccins contre le coronavirus pour les enfants de 5 à 11 ans. La presse fait état des réticences des populations pauvres ou ultra-orthodoxes. Les premières doses pour enfant commencent à être injectées dès le 22 novembre.

### Variant Omicron et ses sous-variants, quatrième dose
Le 28 novembre 2021, la détection du variant Omicron en Israël amène le gouvernement à ordonner à nouveau la fermeture des frontières pour quinze jours puis jusqu'au 29 décembre, et le 21 décembre, le Premier ministre Naftali Bennett déclare que tous les Israéliens de plus de 60 ans et le personnel médical auront droit à une quatrième dose de vaccin contre le Covid-19.
Le 27 décembre, le ministère israélien de la Santé autorise l'administration de la troisième dose trois mois après la deuxième dose.
Début janvier 2022, Israël commence à injecter une quatrième dose de vaccin aux personnes âgées de plus de 60 ans. Mais le 17 janvier, les premiers résultats d’une étude clinique menée sur 200 soignants volontaires du centre médical Chaim Sheba, le plus grand hôpital du pays, commencée le 14 décembre 2021, indiquent que, même si  « le nombre d’anticorps est multiplié par cinq chez la personne vaccinée », la quatrième dose « n’est que partiellement efficace contre le variant omicron ».
En février le pays enregistre des records de contaminations et le nombre de décès par jour augmente. Pourtant le gouvernement prévoit d'alléger le pass vert, qui « ne sera plus exigé dans les cafés, les restaurants, les bars, les salles de sport ou les hôtels ». Aussi à partir du 7 février, alors que plus de 1.200 personnes pour une infection au Covid-19 sont hospitalisés, "le nombre le plus élevé depuis le début de la pandémie", les gens n'ont plus à prouver qu'ils ont été vaccinés ou guéris, hormis pour assister à de grands événements comme les mariages.
Fin mars 2022, après un fléchissement, le sous-variant BA.2 d'Omicron, 30% plus contagieux, induit une reprise des contaminations. Le professeur Salman Zarka, responsable de la lutte contre le coronavirus, indique qu'un cas du sous-variant Omicron BA.3 a été identifié en Israël pour la première fois.

### 6° vague (à partir de juin 2022)
Malgré la levée des restrictions et la déclaration officielle de la fin de la pandémie, au début de juin 2022, une sixième vaque se dessine avec l'augmentation des contaminations à la fin du mois. Six mille nouveaux cas en 24h sont enregistrés. « Plus de 54.000 cas actifs dont 255 dans un état grave et 41 sous respirateurs artificiels » sont recensés et le nombre de patients dans un état grave augmente.
En août on compte 36,440 cas actifs dont 268 cas graves, un total de 4,598,476 cas cumulés et de 11,433 décès.

## Dispositifs médicaux
En mars 2020, le gouvernement annonce un financement des développements médicaux contre le virus, à hauteur de 50 millions de Shekels. La piste privilégiée étant le « Repurposing » c'est-à-dire le test de médicaments déjà existants.
En juin 2022, plus de 70 startups développent des technologies dans le combat contre le coronavirus.

### Traitements
En juin 2020, plus de 13 compagnies israéliennes sont engagées dans le développement des traitements contre le coronavirus.
Parmi ceux-ci, la société Pluristem teste son traitement pionnier à base de cellules placentaires et affirme avoir vu une amélioration de l'état de l'intégralité des patients Covid-19 traités.
Parmi les autres études, une étude teste l'efficacité de la molécule Ivermectine à l'hôpital Sheba, un traitement est développé par RedHill Biopharma et le médicament Fenofibrate est testé pour réduire la sévérité de la maladie.
Le 22 avril, le Magen David Adom (la Croix-rouge israélienne) fait état de résultats encourageants pour 33 patients israéliens ayant reçu des anticorps d’anciens patients ayant guéri du Covid-19.
Le 26 mai 2020, le laboratoire IIBR publie une étude qui montre que les dérivés de Cerdelga et de venglustat, des médicaments utilisés contre la maladie de Gaucher, peuvent agir comme un antiviral thérapeutique contre le SARS-CoV-2.
L'université Technion consacre plus de 30 laboratoires dans la recherche sur le Covid-19. Parmi ceux-ci, le laboratoire du docteur Avi Schroeder attire l'attention alors qu'il teste l'adaptation d'un traitement antiviral pour crevettes comme traitement antiviral contre le Covid-19. Des chercheurs de l'université Bar Ilan et Technion lancent la phase II sur l'effet de l'angiotensin 1-7 sur des patients infectés.
En janvier 2021, Novel Concepts Medical annonce avoir développé un traitement antiviral prometteur : « Nos résultats montrent qu'il est très possible d'avoir un effet immédiat sur l'inhibition du virus chez les personnes qui ont été exposées. ».
En février 2021, les chercheurs de l'hôpital Ichilov à Tel Aviv annoncent avoir des résultats très encourageants dans les essais cliniques  préliminaires (phase I) pour un remède contre la COVID-19 avec le médicament EXO-CD24 (exosomes contenant la protéine CD24 administrés par spray nasal) développé par le dr. Nadir Arber,. Le même mois, la phase II d'étude du médicament Allocetra (retour des macrophages à l'homéostasie en injectant des cellules en début d'apoptose) de la société Enlivex Therapeutics, agissant sur des patients gravement malades, se termine avec des résultats de 90% de guérison.
En juillet 2021, le traitement de patients en Grèce par EXO-CD24, lors de la phase II, se conclut avec un résultat encourageant, plus de 90% de guérison en cinq jours. Une phase III débute le 18 juillet 2021 sur 155 patients pour une durée prévue d'un an.

#### Spray nasal
Le 22 mars 2021, le spray nasal de la compagnie SaNOtize est approuvé par le Ministère de la Santé israélien. Selon une étude menée avec Ashford and St Peter's Hospitals NHS Foundation Trust à Surrey, au Royaume-Uni : « les résultats d'essais cliniques indiquent que le spray pourrait empêcher la transmission de la covid-19, raccourcir son évolution et réduire la gravité des symptômes et des dommages chez ceux-ci ».
Le Taffix Nasal Spray de Nasus Pharma, laboratoire de  de Tel Aviv, serait efficace contre les variants anglais et sud-africain.

### Respirateurs
Face au manque de respirateurs artificiels en 2020, l'industrie militaire commence à en produire dans son complexe de production de missiles. D'autres projets de respirateurs de secours ont été développés par diverses start-ups et des entreprises par exemple en utilisant l'impression 3D.
La compagnie Inovytec développe un respirateur d'urgence, qui peut être utilisé notamment dans des ambulances.

### Vaccins

#### Vaccins israéliens
Début avril 2020, des chercheurs du MIGAL Galilee Research Institute à Kiryat Shmona, affirment  avoir développé un vaccin. Ils ont précédemment développé un vaccin contre l'avian coronavirus Infectious Bronchitis Virus (IBV) et affirment qu'il serait similaire à celui contre le SARS-CoV-2. Des chercheurs nuancent néanmoins, en affirmant qu'il faudrait développer « un cocktail » de vaccins, pour faire face au risque de mutation du virus à ARN, et donc particulièrement sensible.
Le 21 avril 2020, on annonce que le chercheur israélien Jonathan Gershoni de l'université de Tel Aviv a obtenu  du bureau américain des brevets un brevet concernant ses travaux sur le RBM (motif de liaison au récepteur) qui permet au coronavirus d’entrer et d’infecter une cellule-cible. La technologie développée pourrait permettre à un vaccin de reconstituer le RBM du SARS-CoV-2 et donc le système immunitaire pourrait apprendre comment bloquer le virus réel lorsqu’il pénètrerait dans le corps,.

##### Vaccin BriLife
L'Institut de recherche biologique nationale (IIBR) du ministère de la Défense, basé à Ness Ziona est sollicité au début de la pandémie, en février 2020, pour développer un vaccin. En mars 2020, L'Institut déclare qu'il va bientôt tester un vaccin développé contre la Covid-19 sur les animaux.
Et, le 6 août 2020, le ministre de la Défense Benny Gantz annonce que l'Institut de recherche va commencer les essais du vaccin sur des sujets humains, dès la mi-octobre. Les essais sur ce vaccin, le  BriLife (en) (IIBR-100), se poursuivent en phase II, en décembre 2020, après des résultats encourageants. Le 13 juillet 2021, il est annoncé que les tests de phase III seront menés sur des dizaines de milliers de volontaires en Géorgie, en Ukraine et en Israël. Mais en juillet 2021, en Ukraine, Géorgie et en Israël, ces essais, en retard sur le planning, en sont encore à la phase II, le développement du vaccin aurait été ralenti par la bureaucratie israélienne.

En novembre, les tests de l’IIBR permettent de constater que BriLife maintient son niveau d’efficacité "contre les quatre principaux variants du Covid-19 (Alpeh, Beta, Gamma et, Delta)".

En janvier 2022, le vaccin en serait enfin aux essais de phase III et « les derniers tests montrent qu’il est également efficace contre la variante Omicron". Mais le professeur Shmuel Shapira, ancien directeur de l'Institut biologique du ministère de la Défense, s’insurgeant contre la décision d’attribuer le prestigieux prix Genesis au PDG de Pfizer, quitte la direction de l’Institut biologique, dénonçant les « lourdes interférences gouvernementales », les « retards réglementaires inexpliqués » et un certain niveau de « sabotage ».
En mars 2023, le contrôleur de l’État Matanyahu Englman accuse le laboratoire de recherche du ministère de la Défense qui dirigeait le projet de vaccin Brilife d’avoir induit en erreur les fonctionnaires sur ses progrès et ses coûts. Le rapport révèle que 230 millions de shekels de fonds publics ont été investis dans le projet qui a échoué.

#### Sputnik V
L'hôpital Hadassah de Jérusalem s'implique dans le développement du vaccin russe Sputnik V, développé par l'Institut de recherche Gamaleya d'épidémiologie et de microbiologie.

#### Le vaccin de Pfizer
Le gouvernement israélien accepte de partager des données médicales anonymisées de sa population avec Pfizer pour permettre l'étude des données de vaccination et servir de modèle de vaccination pour d'autres pays.
L'accord entre l'état et Pfizer est rendu public en janvier 2021, mais une grande partie de ses clauses est occultée.
En février 2021, 4.3 millions d'Israéliens ont reçu la première dose du vaccin Pfizer et 2.9 millions les deux doses ; et, en prévision du scrutin électoral du 23 mars 2021, le Premier ministre Benyamin Netanyahou « fait du succès de la vaccination d’Israël une pièce maîtresse de sa campagne, vantant ses liens personnels » avec le PDG de Pfizer, Albert Bourla, « fils de survivants de l’Holocauste ».
En avril 2021, Pfizer interrompt la livraison de vaccins car le pays "n'a pas encore réglé le paiement de 2,5 millions de doses déjà fournies". Un nouvel accord est signé alors mais ni le nombre des doses de vaccin ni la somme payée ne sont divulgués.
En juin 2021, 57% de la population est complètement vaccinée.
En décembre 2022, "dans le cadre d'une requête actuellement en cours devant le tribunal de district de Jérusalem", le ministère de la Santé affirme ne pas retrouver l'accord signé avec Pfizer.

#### Oravax
Oravax développe un moyen d'administration du vaccin par voie orale, sous forme de pilule, ce qui permettrait de faciliter la vaccination dans le monde.

### Tests
Le 28 mai 2020, un laboratoire présente « un alcootest instantané Covid-19 » permettant de détecter le virus en une minute. Cette invention peut avoir des implications pour la réouverture des voyages en avion et devrait être mis sur le marché en septembre.
En janvier 2021, la start-up Scentech Medical partage des résultats fiables à 98% de son test instantané. Le résultat est donné en quelques secondes et la prise de l'échantillon se fait grâce à un processus non invasif de chromatographie des gaz.

### Protections
En avril, des projets de robots pour limiter les contacts du personnel soignant avec les patients, sont étudiés par des équipes de développeurs. Ils seraient capables d'effectuer des tâches médicales simples,. Les startups israéliennes proposent également des innovations permettent de purifier l'air.

#### Masques
En juillet 2020, une start-up ViriMASK développe un masque étanche protégeant contre le coronavirus. Le masque est plus efficace que des masques antiviraux N95, mais est également plus encombrant.
En août, des chercheurs du Technion développent une surface autocollante pour masque à base de nano fibres. L'autocollant « Maya » permet d'augmenter l'efficacité de masques conventionnels.
En octobre, le laboratoire chinois ATCCR conclut que le masque antiviral de l'entreprise israélienne Sonovia est efficace à plus de 99%. D'autres laboratoires obtiennent des résultats similaires. Le masque SonoMask composé de nanoparticules d'oxyde de zinc est réutilisable.

## Conséquences socio-politiques

### Participation de l'armée à la protection civile

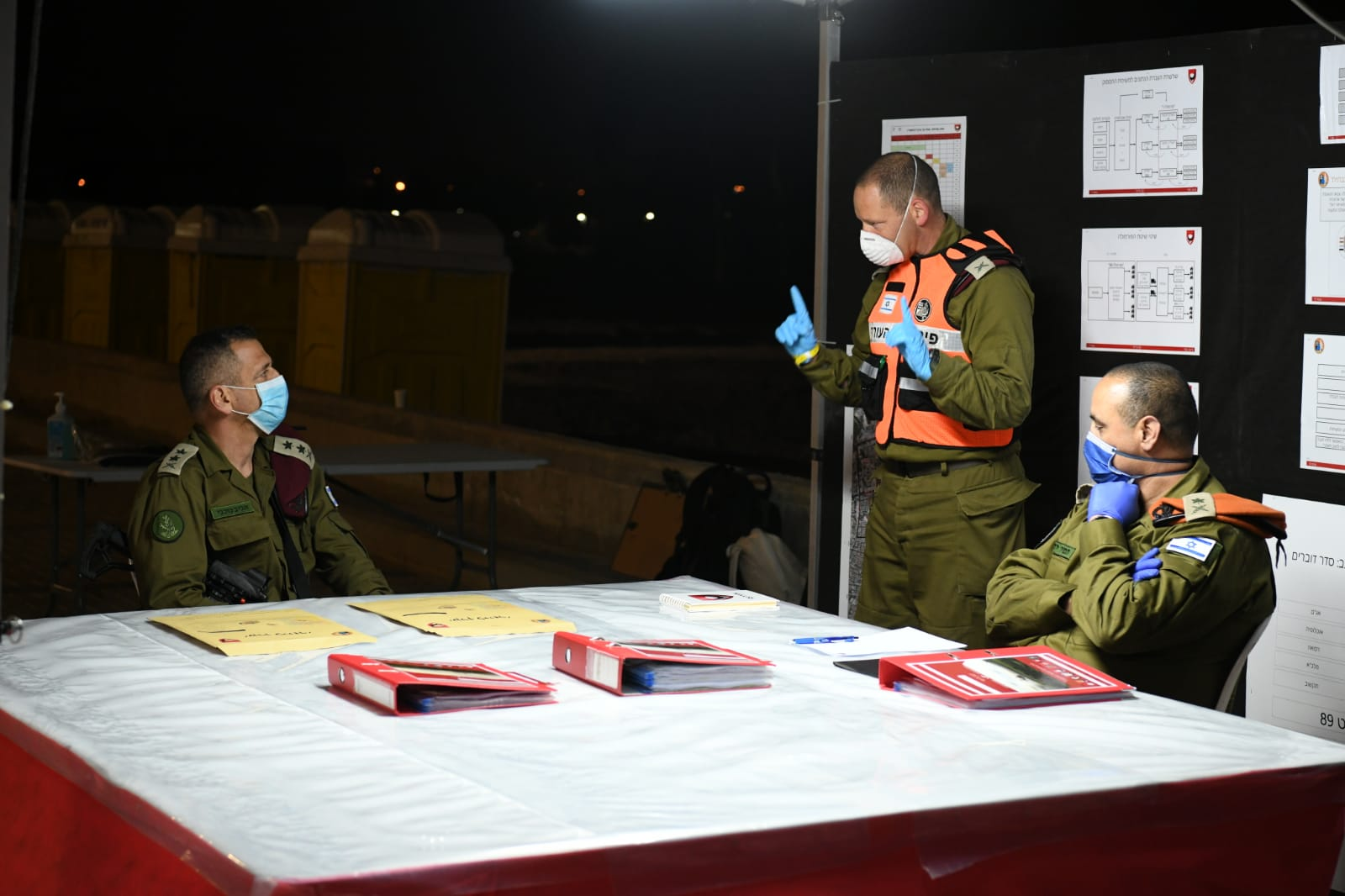
État-major organisant l'approvisionnement en nourriture de la ville de Bnei Brak
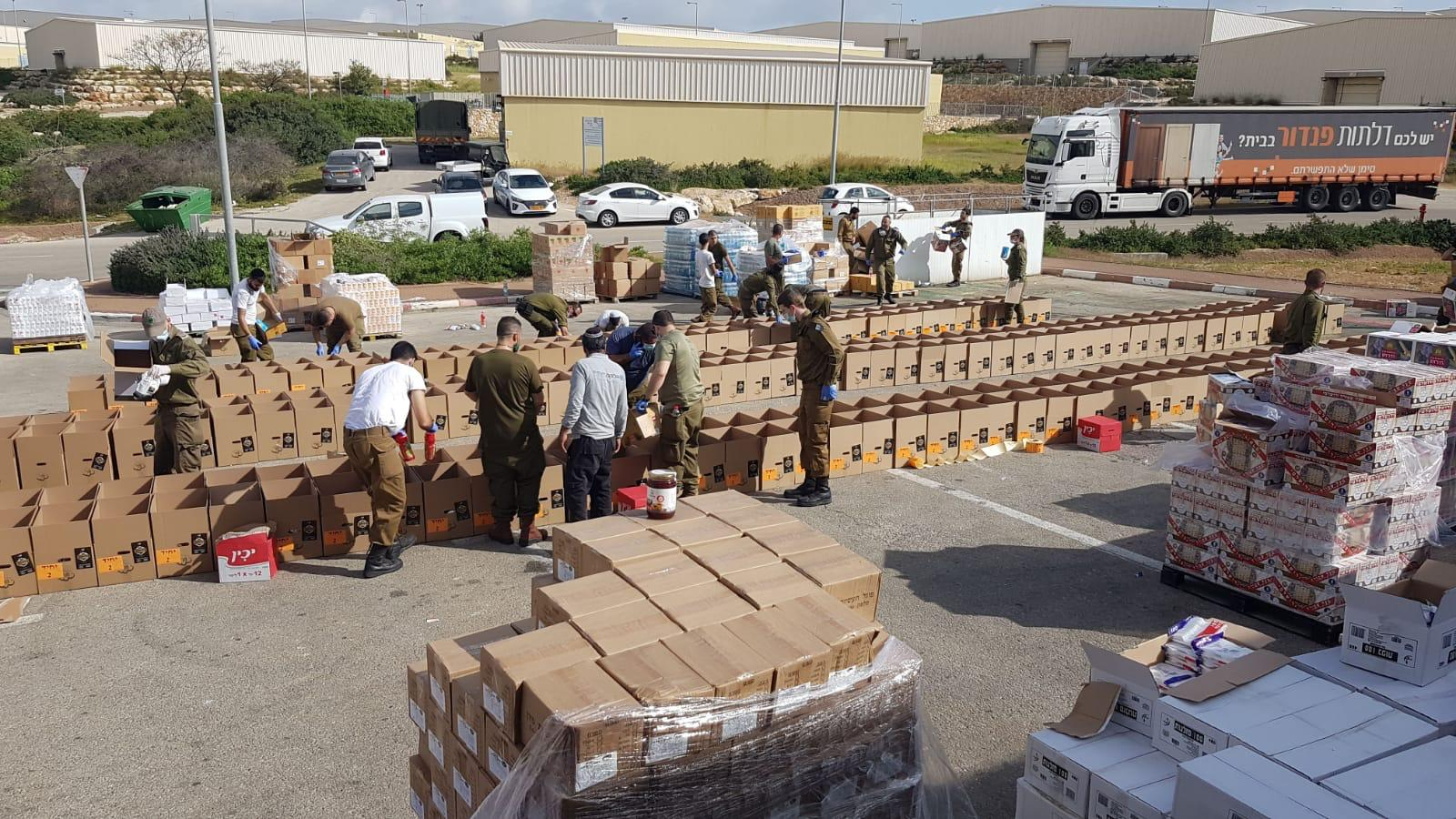
Soldat organisant les caisses de nourritures pour la ville de Betar Illit
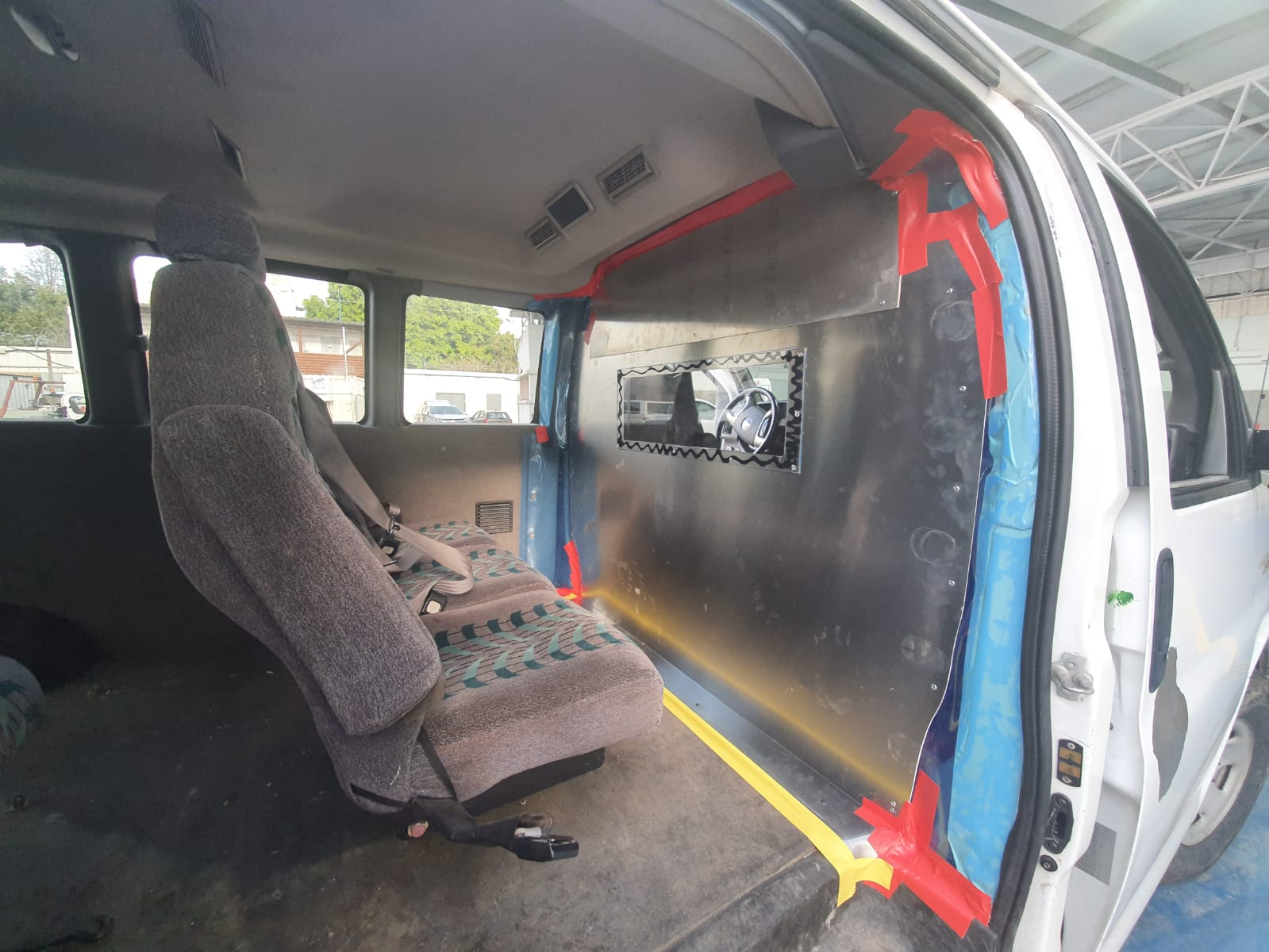
Aménagement d'un véhicule pour le transport de malades
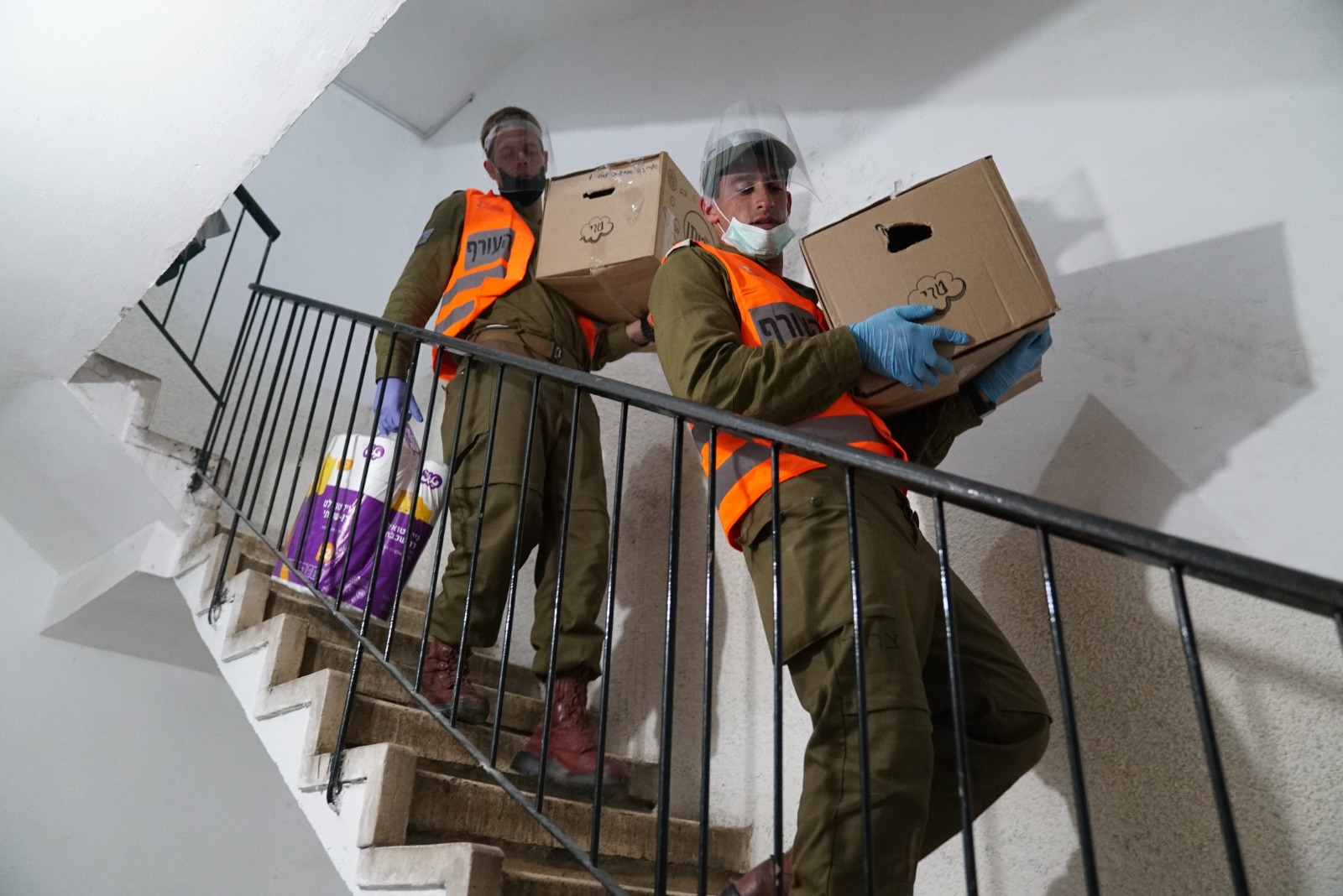
Livraison de nourriture à Bnei Brak
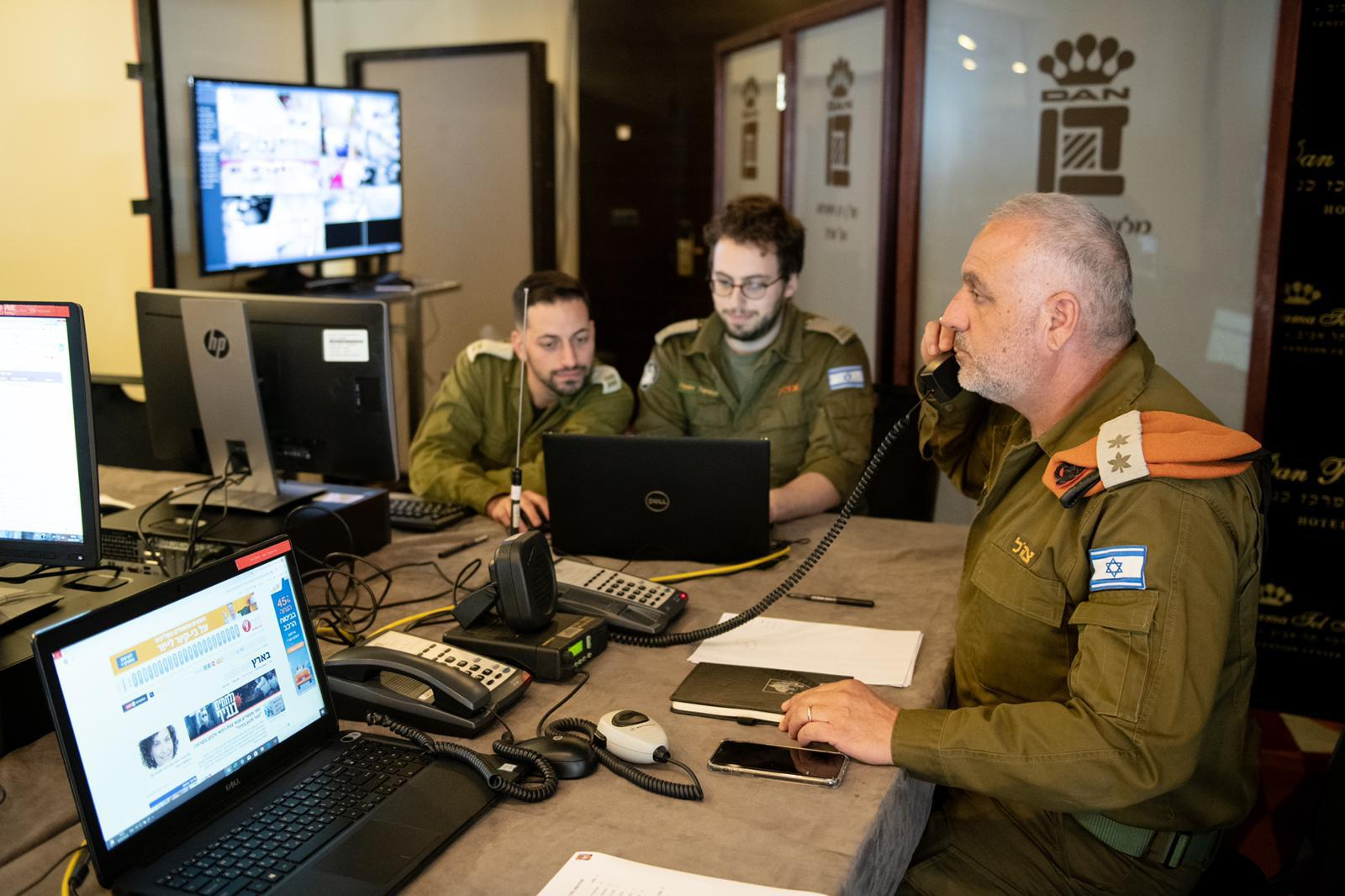
Hotel aménagé pour accueillir des malades en état stable

### Préparations
Le Contrôleur de l'État Matanyahu Englman (en), différents journalistes et des médecins avaient averti — dès janvier ou février — que le pays n'était pas prêt pour faire face à la crise sanitaire : le secteur de santé publique souffre d’un déficit budgétaire depuis plusieurs années, et les médias dénoncent à intervalles réguliers les conditions d’hospitalisation de patients entassés dans les couloirs d’hôpitaux largement saturés. La capacité d'accueil d’une masse de patients de la pandémie de Covid-19 est limitée, et demande l’ouverture ou la reconversion d’unités Covid fort désavantageuses sur le plan économique, laquelle se ferait de surcroît au détriment d'autres patients. Bien qu'Israël soit toujours menacé d'attaque bactériologique, chimique ou nucléaire, le pays n'aurait pas de plan, de préparation suffisante pour faire face à une contamination massive de sa population,,,,. De son côté, le ministère de la Santé affirme que le pays se trouve parmi les premiers à avoir réagi,.

### Respect des mesures
Bien que le confinement soit obligatoire pour certains passagers arrivant en Israël, ceux-ci ont emprunté les transports en commun, comme les trains, dès leur arrivée en Israël,. En mars, de nombreuses personnes sont contrôlées par la police alors qu'elles ne respectaient pas le confinement. En mars, un israélien contaminé au Covid-19, s'enfuit de l'hôpital et est rattrapé par la police. Un autre est arrêté en pleine rue à Tel Aviv par la police et les services secrets. Le 17 mars, Netanyahou affirme que les Israéliens dans l'ensemble comprennent la gravité de la situation mais déplore que les règles de confinement ne soient pas respectées sur les plages par exemple et décide donc de renforcer les interdictions de déplacement.
Certains déplorent les limitations à la liberté résultant des mesures d'isolement, comme la surveillance téléphonique par les services secrets du respect du confinement. D'autres déplorent les erreurs des services secrets auxquels il est impossible de se plaindre, et le manque d'information sur la manière de s'isoler dans différents cas de figures.

### Manifestations
Fin mars, l'opposition proteste une proposition de reporter une session au parlement citant la Covid-19, comme constituant une attaque à la démocratie et alors même qu'une motion visant à remplacer le président du parlement Yuli-Yoel Edelstein devait être passée. La mesure est suivie de protestation devant le parlement malgré les mesures de confinements. La Cour suprême ordonne ce dernier à procéder au vote mais ce dernier refuse l'ordonnance et démissionne dans la soirée. Ce dernier dément de même avoir fermé le parlement dans une interview de Ynet.
En avril, les manifestants à Tel Aviv protestent avec une distance de deux mètres entre chaque manifestants pour respecter la distanciation sociale.
En juin, des manifestations éclatent contre les pouvoirs spéciaux du gouvernement qui réduisent les libertés publiques.
En juillet, des manifestations sont organisées devant les résidences du Premier ministre Netanyahou, pour sa gestion de la crise.
En août, des dizaines de manifestations éclatent à travers le pays contre les répercussions économiques de la crise.
En septembre, des manifestations de grande ampleur éclatent à Tel Aviv contre un nouveau confinement.
En octobre, des manifestations contre le gouvernement de Netanyahou, protestent contre une mauvaise gestion de la crise et limitant à la liberté d'expression.
En décembre, des manifestations protestent contre la gestion économique de la crise, alors que de nombreuses personnes qui perdent leurs moyens de subsistance.

### Gouvernement Netanyahou
Face à la crise, Benny Gantz, mandaté pour former un gouvernement, ne parvient pas a le former et décide d'essayer de former un gouvernement de crise avec Netanyahou, en contradiction avec ses promesses électorales de ne pas s'associer à ce dernier.
Le ministre de la Santé, Yaakov Litzman, est sous le feu de la critique pour ses remarques face à la crise. Il affirme au public israélien qu'il faut prier pour l'arrivée du messie, et est mis en cause pour être hostile à la science. Un groupe de médecins demande sa démission et celle de Moshe Bar Siman-Tov qui n'a aucune connaissance médicale et pourtant gère la crise. Le magazine The Marker relève qu'il a passé le plus clair des dernières années à obtenir des fonds et des logements pour sa communauté et à avaliser les coupes budgétaires du gouvernement de Netanyahou dans le système public de santé israélien, désormais moins performant qu'auparavant. Cependant, d'après l’analyste Barak Ravid, « Il est le soldat le plus loyal que Nétanyahou aura jamais. C’est pour cela qu’il le défendra, (…) même si le renvoyer ou le changer de poste serait une décision immensément populaire ».
Début avril, le ministre de la Santé contracte le virus et est critiqué pour s'être rendu à la synagogue et avoir enfreint les règles de son ministère, ce qu'il dément.
Le gouvernement de coalition est formé le 17 mai 2020 après les élections législatives du 2 mars 2020 se donne comme mission de lutter contre la pandémie. Le 7 juillet, la directrice des services de santé publique, Sigal Sadetski, annonce sa démission. Le 9 juillet, le Premier ministre estime que la réouverture d’une grande partie de l’économie avait été « prématurée ». Il ajoute : « J’en assume la responsabilité et j’assumerai la responsabilité de faire évoluer favorablement la situation »>. Le gouvernement est rapidement en proie aux désaccords sur le traitement de la crise économique due au covid-19 à tel point que le 9 août 2020, le cabinet ne peut pas se réunir comme c'est l'usage chaque dimanche, faute d'accord sur l'ordre du jour. Le désaccord se prolonge, le budget 2021 n'est pas discuté et l'indécision gouvernementale aboutit à des ordres et des contrordres quant aux mesures à prendre pour lutter contre la pandémie. Selon le journaliste Haviv Rettig Gur, cela serait dû au fait que, tout le monde sentant l'imminence des élections, les quatrièmes en deux ans, « les élections priment sur la capacité des dirigeants élus à lutter efficacement contre la pandémie ».
Le 13 septembre 2020, le rabbin Yaakov Litzman, ministre du Logement et ancien ministre de la Santé au début de la pandémie démissionne pour protester contre la décision du gouvernement d’imposer un confinement général pendant la période de fêtes juives commençant le 18 septembre.
Le 5 novembre 2020, le gouvernement se divise à nouveau quant à l'assouplissement du confinement que réprouvent le ministre de la Santé Yuli Edelstein, Ronni Gamzu, jusqu'à fin octobre chargé de la lutte contre le coronavirus et même le Premier ministre Benyamin Netanyahou. Toutefois, les ministres ont validé l’ouverture des magasins dès dimanche 8 novembre, sous réserve qu’un maximum de quatre clients soient présents en même temps dans le magasin, conformément aux restrictions sanitaires.

### Conséquences économiques
Le taux de chômage qui était de 4,6 % au quatrième trimestre 2019 atteint 16,5 % le 22 mars 2020. Le 29 mars, le chômage atteint 22,6 % de la population soit près d’un million de personnes. Si les salariés perçoivent jusqu’à 75 % de leurs revenus pour une période limitée, les auto-entrepreneurs n’ont pas le droit de toucher une indemnisation. Le gouvernement travaillerait sur des mesures qui devraient permettre d’octroyer à environ 175 000 auto-entrepreneurs une subvention allant jusqu’à 6 000 shekels. Le 12 avril, c'est 25,6 % de la population qui sont inscrits au chômage
À la mi-avril, le chômage touche 1 093 000 personnes, portant le taux de chômage à un niveau sans précédent de 26 %. Les salariés qui ont perdu leur emploi avaient un salaire inférieur à la moyenne et 54 % d’entre eux proviennent de petites entreprises.
Le 22 juin 2020, le ministre des Affaires sociales, Itzik Shmuli, appelle au prolongement de la période de versement des allocations-chômage après le 31 juillet, au risque de laisser un demi-million de personnes sans travail et sans aucun revenu. Le 28 juin, le Premier ministre et le ministre des Finances prolonge finalement les allocations chômage jusqu'à mi-août.
Le 7 juillet, El Al accepte un plan de sauvetage du gouvernement, décision qui pourrait ouvrir la voie à une nationalisation de l’entreprise à hauteur de 61 %, à la suite des pertes liées à la crise du coronavirus. Outre un prêt de 250 millions de dollars garanti par le gouvernement à 75 %, des actions seront proposées à l’achat à la bourse de Tel Aviv, pour un montant de 150 millions de dollars. L’État s’engage à racheter les actions de la compagnie qui n’auraient pas été acquises par le public.
Les conséquences économiques de la progression de l'épidémie en juillet amènent de nombreuses manifestations contre le gouvernement, même si Gantz affirme sa compréhension des manifestants. Selon David Horovitz dans le Times of Israel, « l’incapacité persistante des autorités à fournir une aide financière au quart environ de la main-d’œuvre israélienne qui ne peut plus gagner sa vie » amène une crise de confiance envers le gouvernement.
De plus, des tensions apparaissent au sein même du gouvernement où le ministre des Finances Israel Katz s'oppose au Premier ministre, Benjamin Netanyahou quant à l'augmentation des aides publiques aux Israéliens prévues à l'occasion des fêtes juives de septembre 2020.
Le chômage s'aggrave avec le deuxième confinement à partir du 18 septembre 2020 : au 4 octobre près d'un million d'Israéliens sont au chômage.
Le 24 novembre, un débat devant  la Commission spéciale de la Knesset pour les droits de l’enfant montre que du fait du coronavirus et du confinement, 400 000 écoliers éligibles à un repas chaud sont coincés chez eux. Des milliers d’enfants dans le besoin n’ont donc pas pu bénéficier des repas chauds auxquels ils ont droit à l’école parce que les ministères et les autorités locales ont été incapables d’en coordonner la distribution, malgré les fonds disponibles.
En décembre 2020, le ministre du Travail, de la Protection sociale et des Services sociaux, Itzik Shmuli déclare que « deux millions et demi d’Israéliens ont été touchés économiquement par la crise, près de 50 000 ménages sont plongés sous le seuil de pauvreté et quelque 100 000 » sont maintenant plus proches de la pauvreté.
En février 2021, 2 millions d'Israéliens vivent sous le seuil de pauvreté, représentant 23% de la population (30% des enfants). Une augmentation de 50% durant l'année 2020. 800000 israéliens se retrouvent sans emplois.

#### Bilan

##### En 2021
Le 7 mars 2021, après que la majorité des israéliens a reçu une première dose de vaccins, Israël relance son économie avec l'ouverture des commerces et des écoles. Les restaurants sont accessibles à toute personne munies du passeport vert. Le bilan est contrasté : au total, l'économie a reculé de 2,4 % en 2020 contre plus de 6 % pour l'Union européenne. Le tourisme s'est quasiment arrêté mais le secteur n'est pas essentiel pour Israël. Le petit commerce et l'hôtellerie sont très touchés. Inversement, l'innovation, les start-ups, la technologie et la finance avec le commerce des diamants s'en sortent bien.
Le chômage a grimpé à son plus haut niveau depuis au moins 50 ans, pour atteindre une moyenne de 15,7 % sur l’année, alors qu’il avait atteint un niveau record de 3,8 % en 2019. La consommation privée a chuté de 9,5 %, et le PIB par habitant de 11 %. Le déficit public a explosé à 11,6 %, contre 3,7 % en 2019, et le ratio dette/PIB a bondi à 72,6 %, contre 60 % en 2019. Les exportations, hors diamants, ont continué à croître en 2020 et ont augmenté de 1,9 % malgré la baisse du commerce mondial, principalement en raison de la croissance rapide des ventes de services technologiques. L’industrie technologique a pu déplacer ses activités en ligne et poursuivre son travail presque sans interruption. En octobre 2021, le taux de chômage en Israël est retombé à 7 % contre 3,5 % avant la pandémie.

##### En 2022
Selon un rapport de mission publié par le Fonds monétaire international le 6 février 2022, Israël a exceptionnellement bien géré la pandémie, avec une campagne de vaccination réussie et un soutien efficace et en temps utile de l'économie par le gouvernement et la banque centrale. La meilleure campagne de vaccination au monde a renforcé la confiance et permis d'amortir l'impact de la pandémie et des nouveaux variants virulents. Les mesures fiscales de 2020 et 2021 ont soutenu les ménages, les affaires et le système public de santé au point que le déficit budgétaire de 2021 a été nettement plus faible qu'attendu. Selon le FMI, la reprise devrait se raffermir en 2022 et grâce aux mesures fiscales, la dette devrait diminuer à moyen-terme.

### Population haredi
Les dirigeants Haredim ont tardé à accepter pour leurs communautés les règles sanitaires, dont la fermeture de leurs commerces, de leurs synagogues et de leurs Yeshivot. Mais après plusieurs semaines de refus, la plupart d'entre eux ont accepté de déclarer à leurs communautés de se conformer aux mesures. Il faut attendre le 29 mars pour que le rabbin Chaim Kanievsky âgé de 92 ans, un des dirigeants les plus respectés de la communauté ultra-orthodoxe, appelle à respecter les consignes gouvernementales,.
Dès la fin du mois de mars, les cas de contamination dans la population Haredi explosent et la majorité des hospitalisations sont issues de ces communautés qui n'avaient pas précédemment pris au sérieux les avertissements,.
La population haredi étant la plus touchée, après une période d'hésitation, le gouvernement décide de passer à un isolement de leurs localités, c'est-à-dire de bloquer les accès pour les déplacements non urgents, ce qui amène à des protestations et des comparaisons au ghetto de Varsovie durant la Shoah. Le maire de Bnei Brak ordonne la destruction d'une barrière piétonne posée par le mairie de Ramat Gan, qui empêche les habitants de Bnei Brak de se rendre à Ramat Gan, malgré l'interdiction de s'éloigner à plus de 100 mètres de son domicile dans tous les cas.
Certains membres de la communauté haredi affirment que celle-ci est traumatisée. D'autres appellent à ne pas  discriminer les Haredim et à rester unis durant ce temps de crise.
Durant le mois d'avril, des mesures de confinement ou de bouclage très strictes sont prises à l'égard de quartiers entiers ultra-orthodoxes, ce qui provoque parfois des manifestations des résidents comme le 13 avril 2020 dans le quartier ultra-orthodoxe de Méa Shéarim à Jérusalem.
Au début de mai 2020, des estimations faites dans des hôpitaux israéliens montrent que la moitié des malades du Covid-19 en Israël sont haredim alors que leur nombre ne se monte qu'à moins de 10 % de la population totale d’Israël.
La pauvreté de cette population et sa forte densité constituent des motifs avancés pour expliquer le haut taux de contamination. D'après le professeur Benny Brown, spécialiste de l'idéologie, du droit et de l'histoire des juifs orthodoxes à l'Université hébraïque de Jérusalem : « Il est difficile d'abandonner le minian et le tish, mais c'est même vrai au niveau du contact quotidien dans la rue. Ils cultivent des familles nombreuses: trois chambres avec 11 âmes est une situation très difficile pour s'isoler ou se protéger d'une peste. ». La raison principale avancée par le journaliste de The Times of Israel, Haviv Rettig Gur, en est qu'il a fallu deux semaines aux rabbins haredim pour accepter les directives significatives de distanciation sociale émises par le gouvernement alors que ces rabbins privilégiaient la prière communautaire et l’étude de la Torah.
Avec la reprise de l'épidémie en fin d'été et à l'automne 2020, la population ultraorthodoxe est particulièrement touchée : le directeur général du ministère de la Santé, Chezy Levy, déclare le 30 septembre que 34 % des personnes infectées par la COVID en Israël étaient ultra-orthodoxes, bien que la communauté ne constitue qu’environ 12 % de la population. Il attribue cela à la promiscuité dont souffre cette population aux familles nombreuses souvent mal logées et aux prières qui enfreignent parfois les règles de conduite liées à l'épidémie. L'interpellation de fidèles d'un office enfreignant les règles de confinement provoque des incidents à Modiin Illit. En octobre, le rabbin haredi Chaim Kanievsky demande la réouverture des écoles haredim pour garçons le 18 octobre à laquelle s'oppose le premier ministre.
En janvier 2021, de nouveaux affrontements se produisent entre police et manifestants haredi qui s'opposent à la fermeture des écoles, due aux mesures de confinement. Le grand-rabbin séfarade d'Israël, Yitzhak Yosef condamne les manifestants. Toujours en janvier, deux funérailles de rabbins éminents morts de la COVID-19 rassemblent plusieurs milliers de personnes ne respectant pas les règles du confinement et sans intervention de la police de peur d'une « effusion de sang ».

### Bénévolat
La crise, voit une augmentation du nombre de personnes s'engagent dans le bénévolat, en particulier pour les personnes âgées. Le 7 avril, l'organisation Machshava Tova affirme avoir eu une augmentationde 30 % de volontaires.
Le 10 avril, l'initiative d'assistance au personnel soignant porte ses fruits avec plus de 10 000 signatures.
Le 12 avril, plus d'un millier d'étudiants en études médicales se sont portés volontaire au Magen David Adom. Six-cents étudiants en doctorat participent à l'effort pour augmenter le nombre de tests de dépistage. Cent-soixante-dix ont été intégrés dans les laboratoires.

## Analyses
Pour Steve Jourdin, journaliste et membre de l’Observatoire de l’Afrique du Nord et du Moyen-Orient de la Fondation Jean-Jaurès interrogé le 20 avril 2020, les chiffres concernant le nombre de cas et le nombre de morts en Israël comme en Palestine (où on ne déplore alors que deux morts) montrent que les autorités israéliennes et palestiniennes contiennent l'épidémie, même si la situation sociale est préoccupante en Israël comme en Palestine. Une première explication en est que les populations israélienne et palestinienne sont jeunes particulièrement à Gaza. Le système de santé israélien ne semble pas meilleur que ceux d'Europe occidentale et celui de Gaza menace de s'effondrer. Mais la rapidité et la fermeté de décision concernant la fermeture des frontières semblent les facteurs décisifs. De plus, le nombre de tests et le recueil des données de localisation des téléphones portables des personnes infectées permet de prévenir les personnes ayant été en contact avec des personnes contaminées pour qu'elles se mettent à l’isolement. les services de sécurité affirment avoir permis à des centaines de personnes de se savoir porteuses de la maladie. Les événements publics et les rassemblements ont été annulés ou interdits, les déplacements réduits au maximum et le port du masque a été rendu obligatoire dans l’espace public. En Palestine où l'état d'urgence a été déclaré, tout activité et déplacement non essentiel ont été interdits. Il faut aussi souligner la très bonne coopération entre Israéliens et Palestiniens à l’occasion de cette crise. Des dizaines de médecins et infirmiers palestiniens de Gaza ont par exemple pu être formés à la lutte contre le coronavirus par des équipes médicales israéliennes.
En septembre 2020, Israël qui avait suscité de l’admiration pour ses performances au début de la crise du coronavirus, compte alors 3 000 cas de contamination quotidiens. Pour le journaliste Nathan Jeffay, Israël a rouvert le pays trop rapidement après le confinement de mars et avril, sans « élaborer de stratégie efficace ni inspirer la confiance et la coopération du public ». Les dirigeants israéliens — qui sont fiers de l’intelligence des Israéliens — ont « traité les citoyens comme des idiots pendant la pandémie ». Le ministre de la Santé, au début de l'épidémie, s’est laissé distraire par des intérêts sectaires, a perdu sa crédibilité après avoir prétendument bafoué les règles de son propre ministère. Le responsable de la lutte contre le virus Ronni Gamzu a agi « comme un éléphant dans un magasin de porcelaine avec des commentaires sur un rabbin de haut rang ».